# Parque de diversão

Castelo da Bela Adormecida na Disneyland

Um parque de diversão ou parque temático é um grupo de atrações de entretenimento em um local para a diversão de um grande número de pessoas. Os parques de diversão possuem um local fixo, em oposição aos parques itinerantes, e são mais elaborados que simples parques urbanos ou playgrounds, geralmente fornecendo atrações que atraem especificamente certos grupos etários, bem como outras que atraem todas as idades. Os parques temáticos, um tipo específico de parque de diversão, são geralmente muito mais ligados tematicamente a um certo assunto ou grupo de assuntos que os parques de diversão normais.
Os parques de diversão evoluíram das feiras e pleasure gardens europeus, que foram criados para a recreação das pessoas. As feiras mundiais e exposições foram outra influência no desenvolvimento da indústria dos parques de diversão.

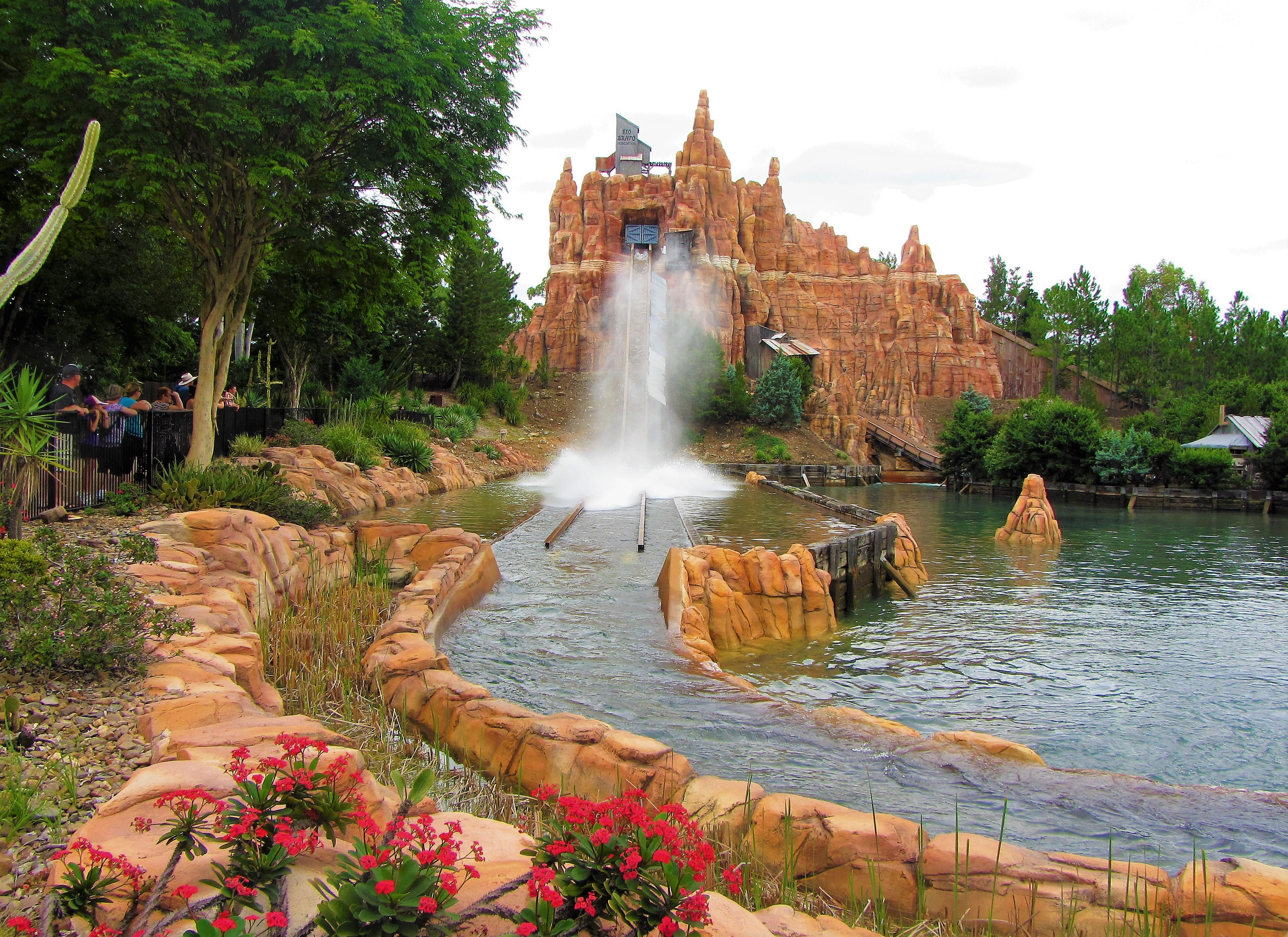
Wild West Falls no Warner Bros. Movie World, em Queensland, na Austrália

Na linguagem comum, as expressões "parque temático" e "parque de diversão" são, geralmente, sinônimos. No entanto, um parque temático pode ser considerado um estilo distinto de parque de diversão. Um parque temático possui paisagem, construções e atrações que são baseadas em um ou mais temas ou histórias específicas. Embora tenham existido muitos parques mais antigos com atrações e áreas temáticas e  qualificados como parques temáticos (como o "Portugal dos Pequeninos" em Coimbra (Portugal) inaugurado a 8 de junho de 1940), o primeiro parque construído com a intenção original de promover um tema específico foi o Santa Claus Land, em Santa Claus, em Indiana, que abriu em 1946. A Disneyland, localizada em Anaheim, na Califórnia, construída sob o conceito de encapsular vários parques temáticos em um único parque de diversão é geralmente citado erroneamente como o primeiro parque de diversão temático, mas ao invés disso é o parque que tornou a ideia popular.

Os parques de diversão modernos oferecem uma ampla variedade de atrações destinadas a todos os públicos. As montanhas-russas, por exemplo, variam desde as mais suaves para crianças até as extremas para entusiastas de adrenalina. Rodas-gigantes, carrosséis e trens fantasmas continuam populares, além de áreas temáticas que oferecem uma imersão completa em diferentes mundos, criando uma experiência única para os visitantes.

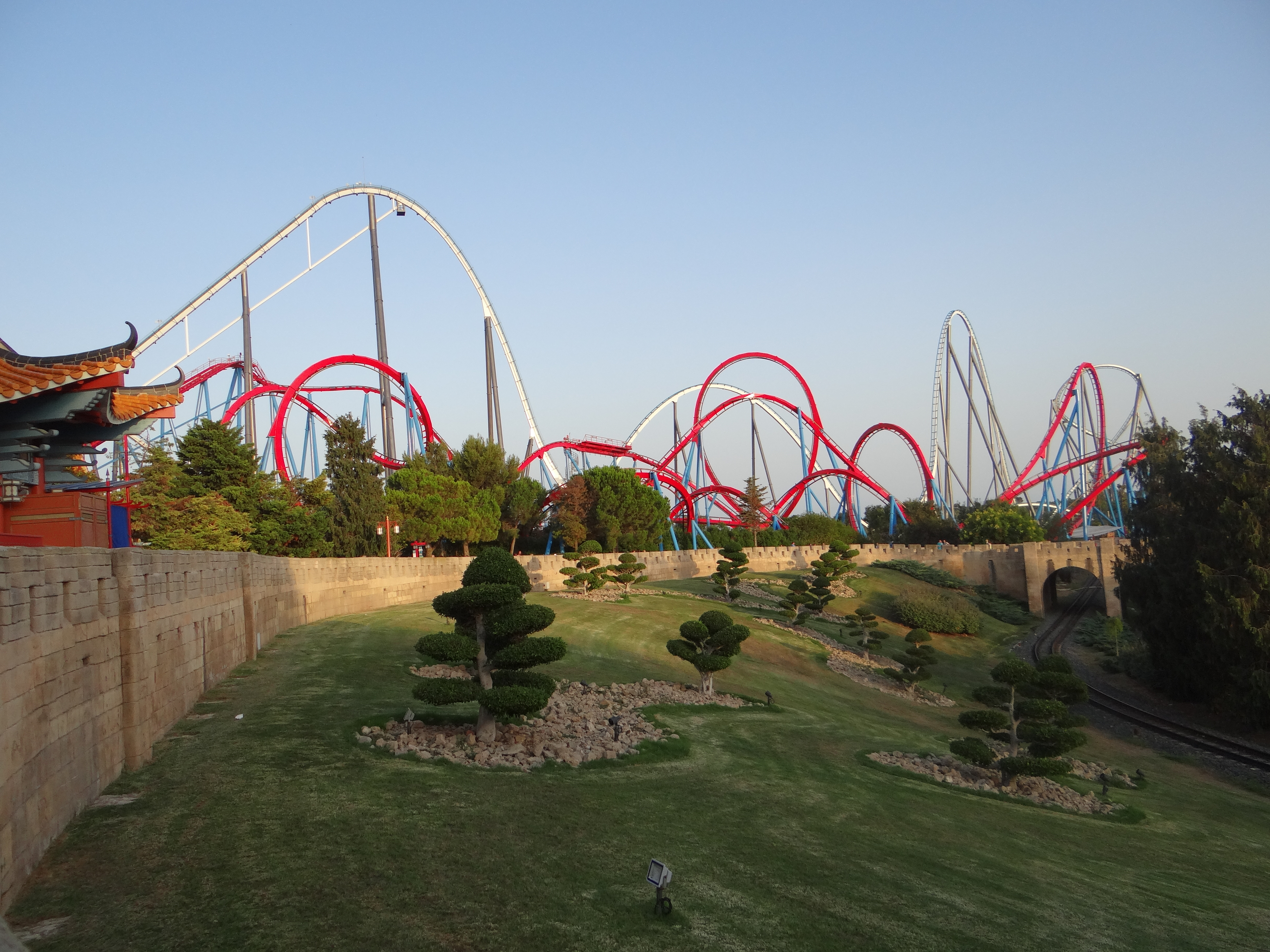
Montanhas-russas Dragon Khan e Shambhala no PortAventura World, próximo a Barcelona, na Espanha, um dos maiores parques de diversão na Europa, com mais de 3 milhões de visitantes por ano.

## História

### Origens
O parque de diversão evoluiu a partir de três tradições mais antigas. A mais antiga dessas tradições era a feira da Idade Média – uma das mais antigas era a Bartholomew Fair na Inglaterra, que começou em 1133. Nos século XVIII e XIX, eles evoluíram em locais de entretenimento para massas, onde o público poderia assistir freak shows, acrobacias, conjuração e malabarismo, participando de competições e observando jaulas.
O parque de diversão mais antigo do mundo apareceu na Europa Continental. O Dyrehavsbakken ("A Colina") surgiu em Klampenborg, norte de Copenhagen, Dinamarca em 1583.
Uma onda de inovação nas décadas de 1860 e 1870 criou atrações mecânicas, como o carrossel movido a vapor (construído por Thomas Bradshaw, na Aylsham Fair), e seus derivados. Isto inaugurou a era das atrações modernas de feiras, com a classe trabalhadora gradativamente sendo capaz de gastar os excedentes de seus salários com entretenimento.

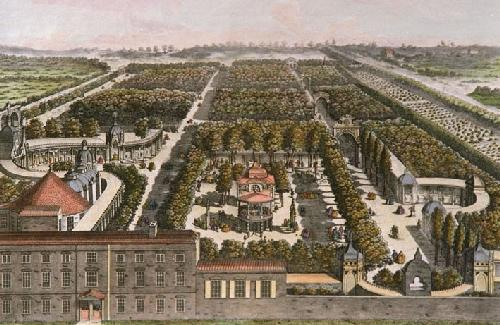
Vauxhall Gardens, fundado em 1661 como um dos primeiros pleasure gardens.

A segunda influência foi o pleasure garden. Um dos jardins mais antigos foi o Vauxhall Gardens, fundado em 1661 em Londres. No final do século XVIII, o local possuía uma taxa de ingresso para suas várias atrações. Ele regularmente atraía enormes multidões, com seus caminhos sendo conhecidos por seus encontros românticos. Equilibristas, subida de balão de ar quente, concertos e fogos de artifício forneciam a diversão. Embora os jardim sejam originalmente projetados para a elite, eles logo tornaram-se locais de grande diversidade social. Exibições públicas de fogos de artifício foram mostradas no Marylebone Gardens, e o Cremorne Gardens oferecia música, dança e exibições acrobáticas animais.
O Prater, em Viena, Áustria, foi inaugurado em 1766.
O conceito de um parque fixo para diversão foi mais desenvolvido com o início das feiras mundiais. A primeira feira mundial começou em 1851 com a construção do marco Crystal Palace em Londres, Inglaterra. O propósito da exposição era celebrar os feitos industriais dos países do mundo e ela foi projetada para educar e entreter os visitantes.

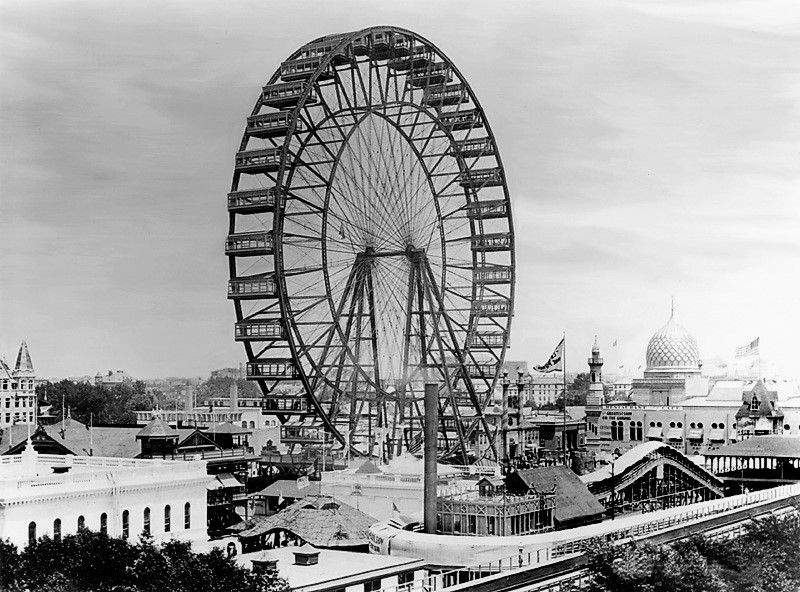
Primeira roda-gigante, World's Columbian Exposition, 1893

As cidades e negócios americanos também viram as feiras mundiais como uma forma de demonstrar sucesso econômico e industrial. A World's Columbian Exposition de 1893 em Chicago, Illinois, foi um antigo precursor do parque de diversão moderno. A feira ocorreu em um local fechado, que juntava entretenimento, engenharia e educação para divertir as massas. Ela encantou os visitantes, tendo sucesso com uma chama de luzes da "Cidade Branca". Para ter certeza que a feira fosse um sucesso financeiro, os planejadores incluíram uma área dedicada de concessões de diversão chamada Midway Plaisance. As atrações desta feira capturaram a imaginação dos visitantes e dos parques de diversão ao redor do mundo, como a primeira roda-gigante de aço do mundo, que foi instalada em muitas áreas de diversão, como no Prater em 1896. Além disso, a experiência da cidade ideal fechada com maravilhas, atrações, cultura e progresso (eletricidade) era baseada na criação de um lugar ilusório.
A midway introduzida na Exposição de Columbia tornaria-se um padrão para a maioria dos parques de diversão, feiras, carnavais e circos. A midway continua não apenas as atrações, mas outras concessões e entretimentos como galerias de tiro, fliperama, jogos de azar e shows.

### Blackpool e Coney Island
O parque de diversão moderno evoluiu das antigas estâncias de diversão a beira-mar que eram populares com o público pelas viagens de um dia ou de fim de semana em Blackpool, na Inglaterra e Coney Island, nos Estados Unidos.

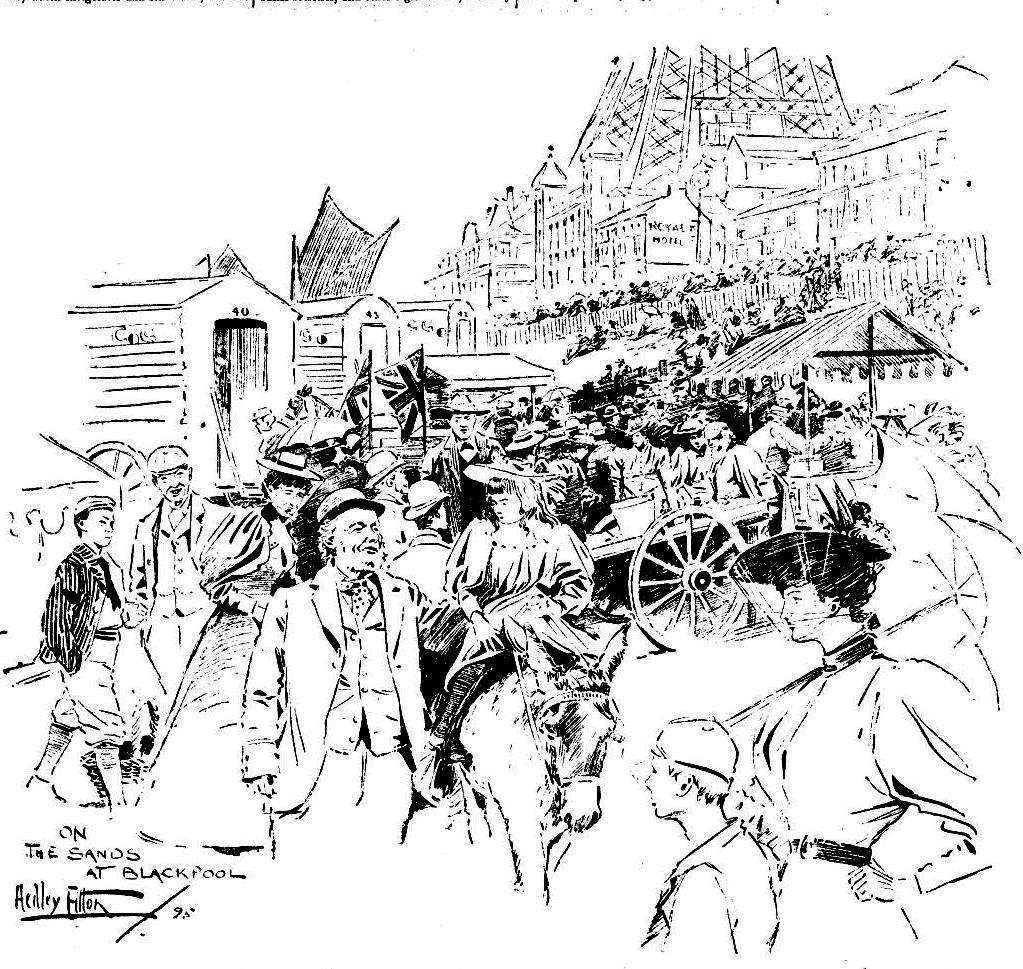
Praia de Blackpool em 1895

Blackpool começou a se desenvolver como uma estância à beira-mar com a conclusão de uma ferrovia ramal para Blackpool de Poulton na linha principal da Ferrovia Preston e Wyre de Preston, Lancashire para Fleetwood. Fleetwood declinou como um resort, com seu fundador e principal financiador, Peter Hesketh-Fleetwood, indo à falência. Em contraste, Blackpool cresceu rapidamente. Um influxo súbito de visitantes, chegando de trem, forneceu a motivação para os empreendedores construírem acomodações e criarem novas atrações, levando a mais visitantes e um rápido ciclo de crescimento nas décadas de 1850 e 1860.
O crescimento foi intensificado pela prática entre os proprietários de moinhos de algodão de Lancashire de fechar as fábricas por uma semana todos os anos para manutenção e reparos das máquinas. Estas semanas passaram a ser conhecidas como semanas fracas. Cada moinho da cidade fechada em uma semana diferente, permitindo a Blackpool administrar um fluxo estável e confiável de visitantes em um período prolongado no verão.
Em 1863, o North Pier foi concluído, rapidamente se tornando um centro de atração dos visitantes da elite. O Central Pier foi concluído em 1868, com um teatro e um grande espaço de dança a céu aberto. A cidade expandiu ao sul além do que hoje é conhecido como Golden Mile, através de South Shore, e South Pier foi concluída em 1893, tornando Blackpool a única cidade no Reino Unido com três píers. Em 1878, o complexo de Winter Gardens foi aberto, incorporando dez anos mais tarde a Opera House, que seria a maior da Grã-Bretanha fora de Londres.

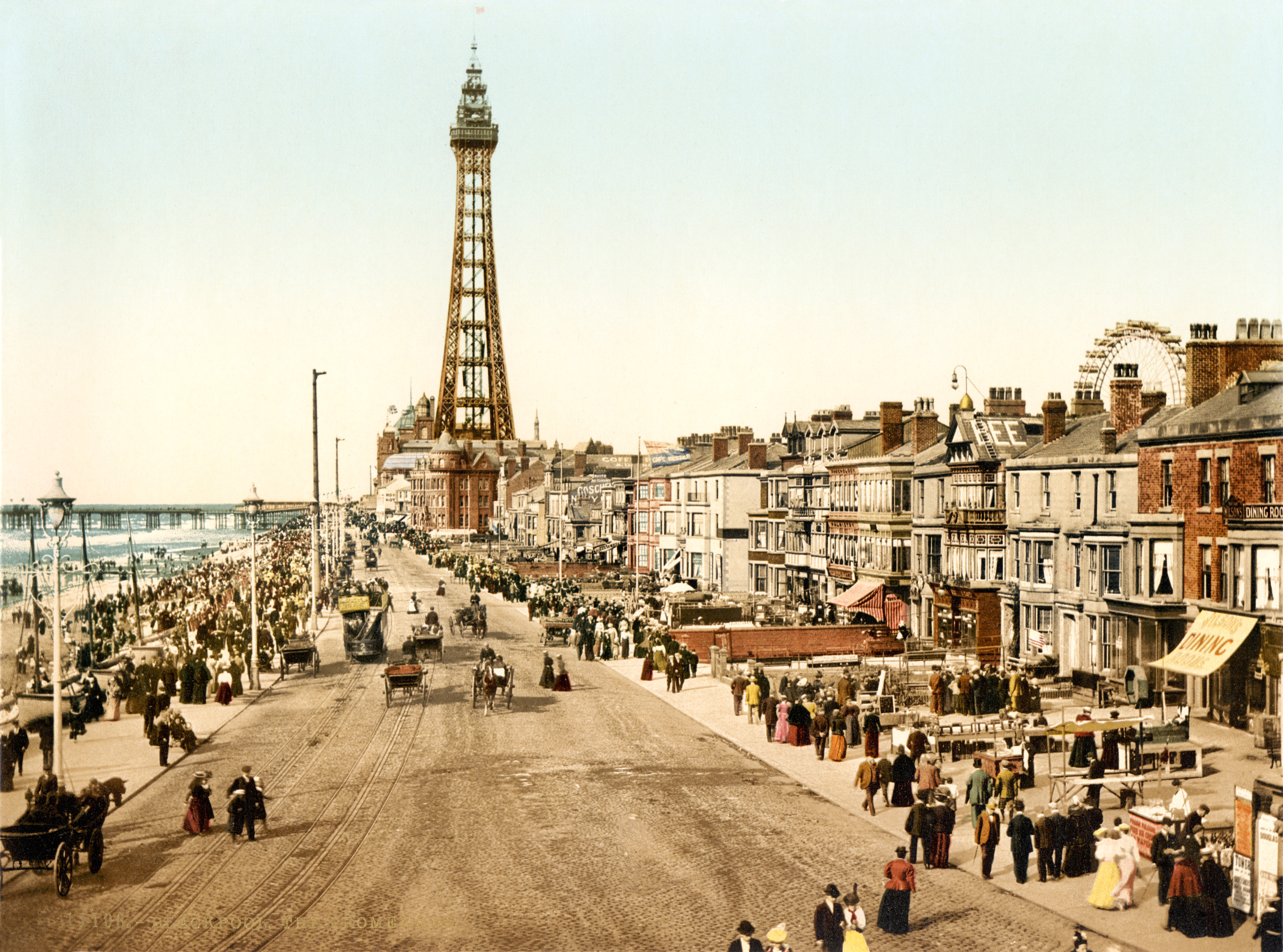
Fotocromo do passeio marítimo, por volta de 1898

Em 1879, grandes partes do passeio marítimo receberam energia elétrica. As luzes e seus recursos reforçaram o status de Blackpool como o resort de férias mais importante do norte da Inglaterra e sua característica força de trabalho. Ele foi o precursor do Blackpool Illuminations dos dias de hoje. Na década de 1890, a cidade tinha uma população de 35 mil habitantes e podia acomodar 250 mil visitantes. O número de visitantes anuais, muitos permanecendo por uma semana, era estimado em três milhões de pessoas.
Em 1894, dois dos mais famosos edifícios da cidade foram inaugurados, o Grand Theatre na Church Street, e o Blackpool Tower no passeio marítimo. O Grand Theatre foi um dos primeiros 100% elétricos da Grã-Bretanha. Quando a torre abriu, 3 mil visitantes pegaram as primeiras viagens ao topo. Os turistas pagaram sixpence pelo ingresso, mais um sixpence para andar no elevador ao topo e mais sixpence para o circo.
Nos Estados Unidos, campos de picnic foram estabelecidos ao longo dos rios e lagos que forneciam mergulhos e esportes aquáticos, como o Lago Compounce em Connecticut, primeiro local estabelecido como um parque de picnic pitoresco em 1846, e o Riverside Park em Massachusetts, fundado na década de 1870 ao longo do Rio Connecticut.
Um local semelhante era Coney Island, no Brooklyn, Nova Iorque, no Oceano Atlântico, onde uma linha de bondes puxados a cavalo trazia os visitantes para a praia a partir de 1829. Em 1875, um milhão de passageiros andaram na Ferrovia Coney Island, e em 1876 dois milhões visitaram Coney Island. Hotéis e locais de diversão foram construídos para acomodar tanto as classes mais altas como a classe trabalhadora na praia. O primeiro carrossel foi instalado na década de 1870, a primeira montanha-russa, a "Switchback Railway", em 1884.
Na década final do século XIX, bondes elétricos foram desenvolvidos em muitas grandes cidades americanas. As empresas que estabeleceram as linhas de bonde também desenvolveram parques de bondes como destinos dessas linhas. Parques de bondes como o Ponce de Leon Park de Atlanta ou o Carsonia Park de Reading, Pennsylvania foram inicialmente locais populares de diversão natural antes de as empresas de bonde locais comprar esses locais, expandindo-os de espaços para picnic para incluir entretenimento, diversões mecânicas, salões de dança, campos de esporte, barcos, restaurantes e outras instalações de resort.

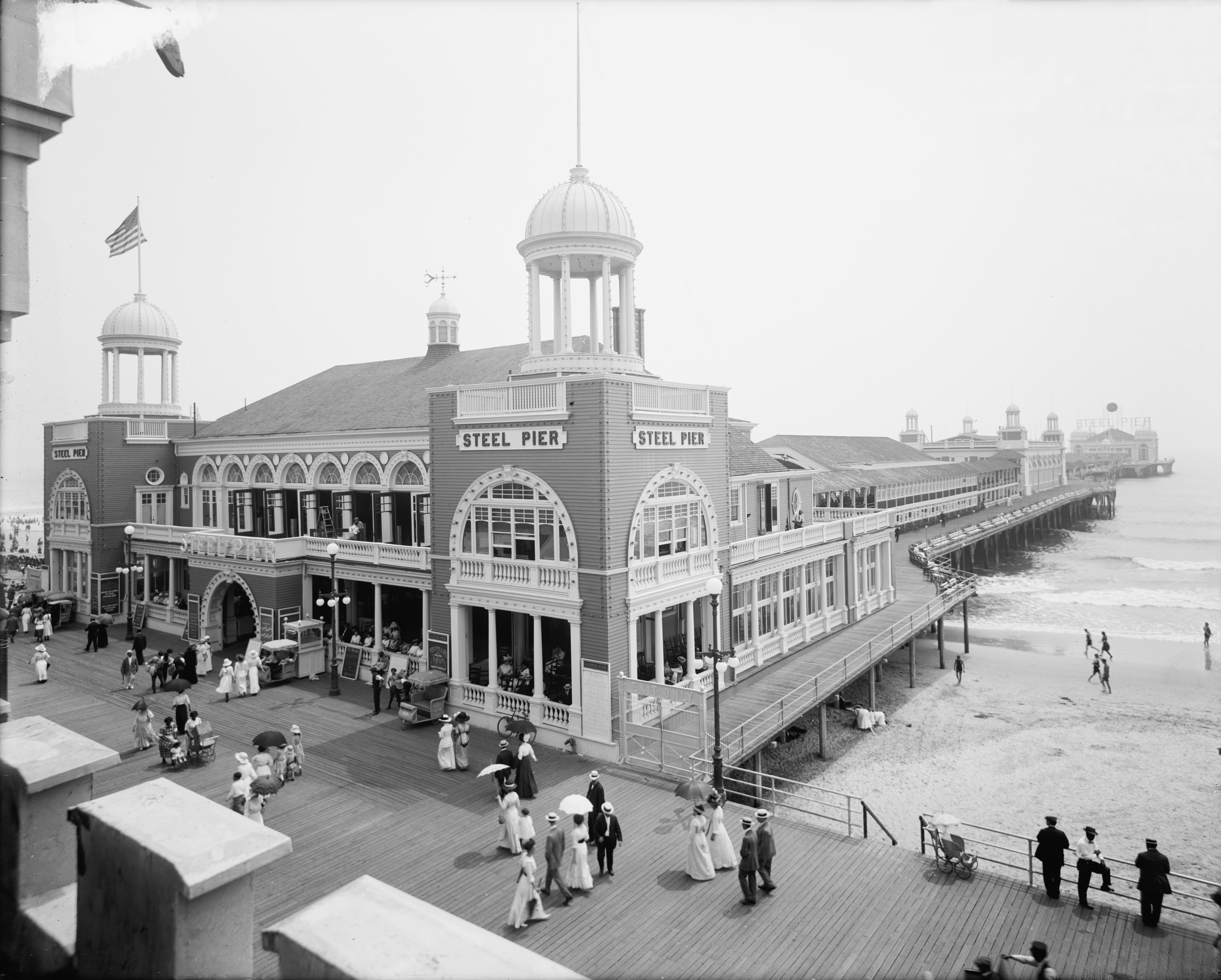
Steel Pier

Alguns desses parques foram desenvolvidos em locais de resort, como resorts de praias a beira mar em Nova Jérsia e Nova Iorque. Um grande exemplo em Nova Jérsia era Atlantic City, um famoso resort de férias. Os empreendedores ergueram parques de diversão em píers que se estendiam da calçada sobre o oceano. O primeiro de vários foi o Ocean Pier em 1891, seguido mais tarde pelo Steel Pier em 1898, ambos contando com atrações típicas da época, como jogos de destreza e bondinhos. O calçadão também teve o primeiro rotatório instalado em 1892 por William Somers, um predecessor de madeira da roda-gigante. Sommers instalou duas outras no Asbury Park, Nova Jérsia e Coney Island, Nova Iorque.
Um parque antigo foi o Eldorado Amusement Park que abriu em 1891 às margens do Rio Hudson, com vista para a cidade de Nova Iorque. Ele consistia de 25 acres.

### Parque de diversão moderno

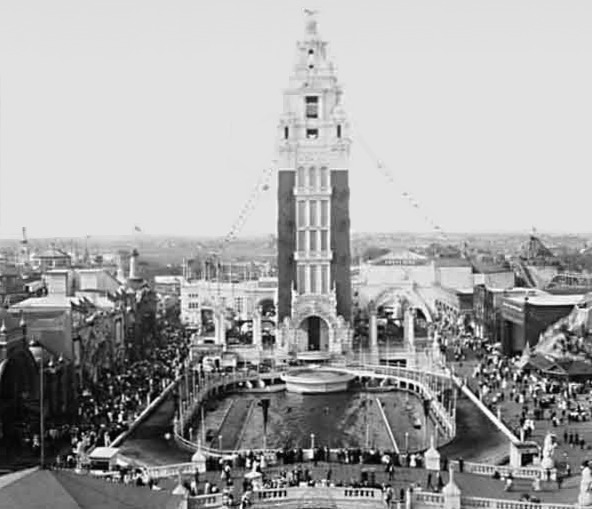
A torre e lagoa do Dreamland em 1907

A primeira área de entretenimento permanente fechada, regulada por uma única empresa, foi fundada em Coney Island em 1895: o Sea Lion Park em Coney Island, Brooklyn. Este parque foi um dos primeiros a cobrar ingresso para entrar no parque além de vender tickets para atrações dentro dele.
Em 1897, o Sea Lion Park foi juntado pelo Steeplechase Park, o primeiro de três grandes parques de diversão que abririam na área de Coney Island. George Tilyou projetou o parque para fornecer atrações e entretenimento. A combinação do centro populacional próximo da cidade de Nova Iorque com a facilidade de acesso à área tornaram Coney Island a incorporação do parque de diversão americano. Coney Island também contava com o Luna Park e Dreamland. Coney Island foi um grande sucesso e no ano de 1910 o público alcançava a marca de um milhão de pessoas. Impulsionado pelos esforços de Frederick Ingersoll, outros "Luna Parks" foram rapidamente erguidos mundialmente.
O primeiro parque de diversão na Inglaterra foi aberto em 1896 – o Blackpool Pleasure Beach de W. G. Bean. Em 1904, a Captive Flying Machine de Sir Hiram Maxim foi introduzida. Ele havia projetado uma aeronave antiga movida a um motor a vapor que fracassou e ao invés disso abriu uma atração de carros voadores que giravam ao redor de um poste central. Outras atrações incluíam o 'Grotto' (uma atração de fantasia), 'River Caves' (uma ferrovia cênica), water chutes e uma torre de  tobogã.
Os incêndios eram uma ameaça constante nesses dias, visto que a maior parte da construção dos parques de diversão da época era de madeira. Em 1911, a Dreamland foi o primeiro parque de diversão de Coney Island a queimar completamente. Em 1944, o Luna Park também foi incendiado. A maior parte dos Luna Parks de Ingersoll foram destruídos da mesma forma, geralmente por arson, antes de sua morte em 1927.

### A era dourada

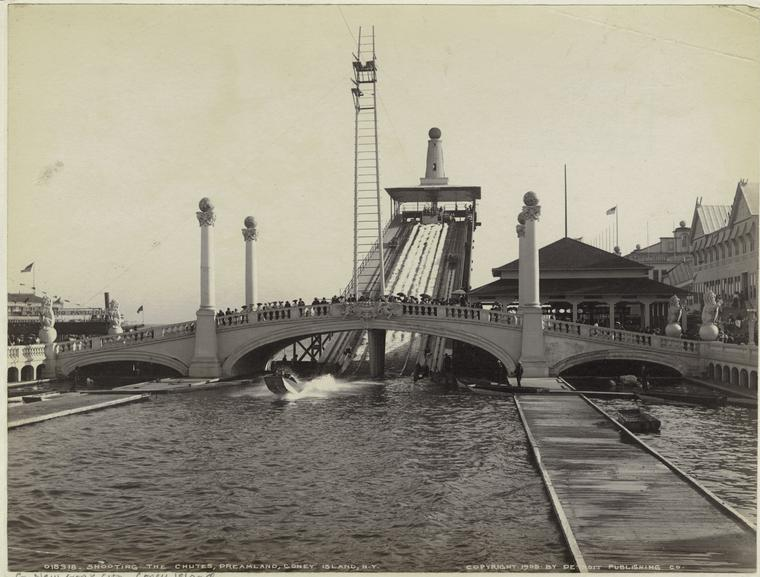
Atração de "atire-na-ponte" no Dreamland, em Coney Island, em 1905

Durante a Gilded Age, muitos americanos começaram a trabalhar menos horas e tinham uma maior renda disponível. Com mais dinheiro e tempo para gastar em atividades de lazer, os americanos buscaram novos meios de entretenimento. Os parques de diversão, criados fora das grandes cidades e em áreas rurais, emergiram para suprir a nova oportunidade econômica. Esses parques serviram como fonte de fantasia e escape da vida real. No início do século XX, centenas de parques de diversão estavam operando nos Estados Unidos e Canadá. Trolleys parks permaneciam de fora de muitas cidades. Parques como o Ponce de Leon de Atlanta e Idora Park, próximo a Youngstown, OH, levavam os passageiros a tradicionais áreas de picnic, que no final da década de 1890 também incluía atrações como o Giant Swing, carrossel, e atire-na-ponte. Esses parques de diversão eram geralmente baseados em parques conhecidos nacionalmente ou feiras mundiais: eles tinham nomes como Coney Island, White City, Luna Park ou Dreamland. A era dourada americana era, de fato, a era dourada dos parques de diversão que reinou até o final da década de 1920.
A era dourada dos parques de diversão também incluiu o advento do parque infantil. Fundado em 1925, o parque infantil original localizava-se em San Antonio, Texas e está ainda em operação hoje. Os parques infantis tornaram-se populares em todos os Estados Unidos após a Segunda Guerra Mundial.
Esta era viu o desenvolvimento de novas inovações nas montanhas-russas que incluíam quedas extremas e velocidade que impressionavam os visitantes. No final da Primeira Guerra Mundial, as pessoas pareciam querer ainda mais entretenimento excitante, uma necessidade suprida pelas montanhas-russas. Embora o desenvolvimento dos automóveis tenha fornecido às pessoas mais opções de satisfazer suas necessidades de entretenimento, os parques de diversão após a guerra continuaram a ter sucesso, enquanto os parques de diversão urbanos tenham visto uma diminuição do público. A década de 1920 é mais conhecida como a era dourada das montanhas-russas, sendo a década da construção frenética dessas atrações.
Na Inglaterra, o Dreamland Margate foi aberto com a montanha-russa Scenic Railway em 1920 ao público com grande sucesso, atraindo meio milhão de passageiros no primeiro ano. O parque também instalou outras atrações comuns na época, incluindo montanhas-russas menores, a Joy Wheel, Miniature Railway, The Whip e a River Caves. Um salão de baile foi construído no local da pista de patinagem em 1920 e em 1923 um cinema foi construído no local. Entre 1920 e 1935 mais de £ 500 000 foram investidos no local, constantemente incluindo novas atrações e instalações e culminando na construção do complexo Dreamland Cinema em 1934, que permanece ainda hoje.
Enquanto isso, o Blackpool Pleasure Beach também ia se desenvolvendo. Investimentos frequentes de grande escala foram responsáveis pela construção de muitas novas atrações, incluindo Virginia Reel, Whip, Noah's Ark, Big Dipper e Dodgems. Na década de 1920 o "Casino Building" foi construído, que permanece de pé ainda hoje.
Em 1923, a terra em frente do mar foi restituída. Foi nesta época que o parque se transferiu para o seu local atual de 180 mil m² acima do que se tornou a Watson Road, que foi construída na Pleasure Beach em 1932. Durante esta época, Joseph Emberton, um arquiteto famoso por sua obra nos parques de diversão foi trazido para redesenhar o estilo arquitetônico das atrações de Pleasure Beach, trabalhando na montanha-russa "Grand National", "Noah's Ark" e no edifício do Casino, entre outros.

### Depressão e declínio pós-Segunda Guerra Mundial

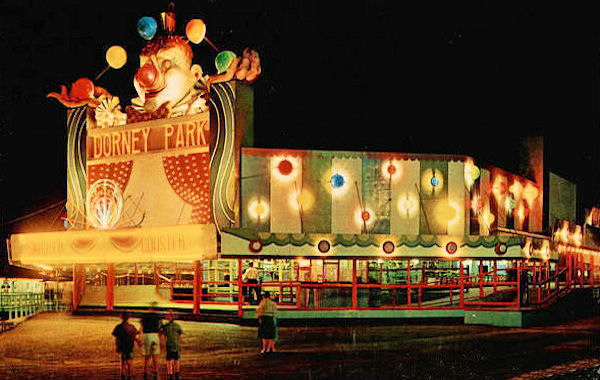
Entrada principal do Dorney Park & Wildwater Kingdom, em Allentown, na Pennsylvania, em 1950

A Grande Depressão da década de 1930 e a Segunda Guerra Mundial durante a década de 1940 viram o declínio da indústria dos parques de diversão. A guerra levou a população urbana rica a se mover para os subúrbios, a televisão se tornou uma fonte de entretenimento e as famílias passaram a ir para os parques de diversão com menos frequência.
Na década de 1950, fatores como a decadência urbana, crime e mesmo a desagregação nos guetos levou a novos padrões sobre como as pessoas escolhiam gastar seu tempo livre. Muitos dos parques de diversão mais antigos e tradicionais fecharam ou foram incendiados. Muitos seriam vendidos para dar lugar a residências suburbanas e desenvolvimento Em 1964, o Steeplechase Park, um dos reis de todos os parques de diversão, foi fechado. Os parques de diversão tradicionais que sobreviveram, por exemplo, o Kennywood, em West Mifflin, Pensilvânia, e o Cedar Point, em Sandusky, Ohio, resistiram à tendência.

### A ascensão dos parques temáticos

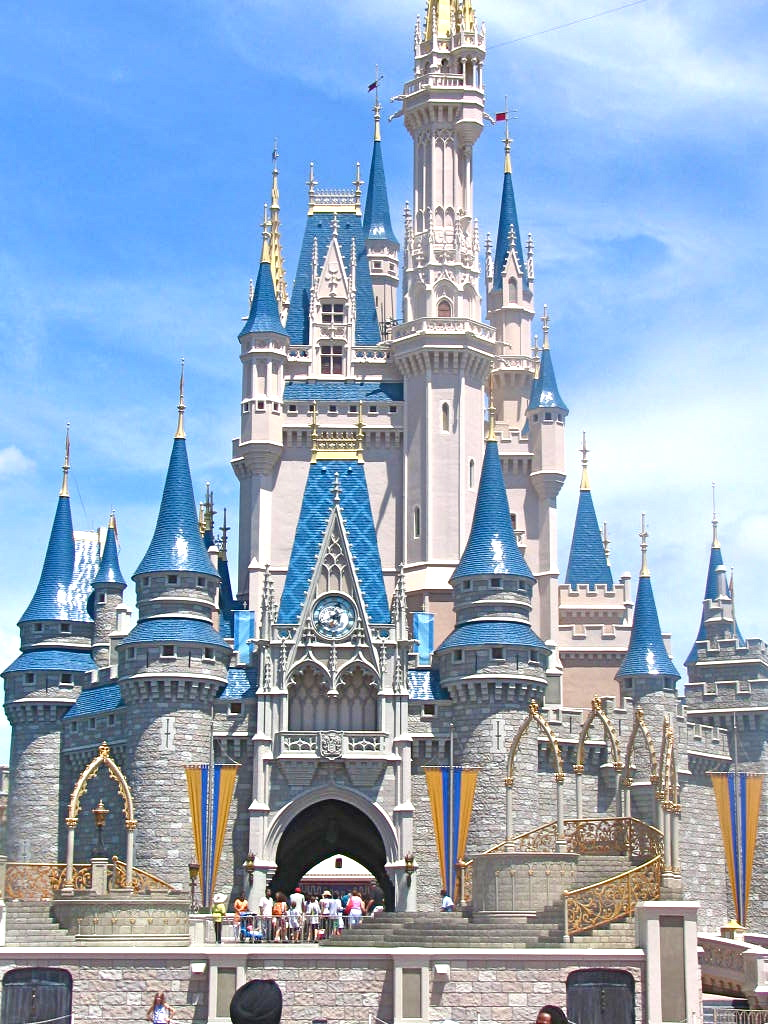
Castelo da Cinderela no Magic Kingdom, no Walt Disney World

Em 1955, a Disneyland foi inaugurada com críticas positivas e mudou completamente o panorama da indústria dos parques de diversão. Os visitantes não mais queriam um grupo de atrações em um campo com um lago, eles queriam um mundo inteiro perfeito para levá-los para fora do mundo real por um dia. As emoções dos parques temáticos são geralmente cercadas do lado de fora pela paisagem ou artifícios de jardinagem, reforçando o sentimento de escape do mundo real. Eles são mantidos limpos e novas atrações são frequentemente adicionadas para manter as pessoas voltando. Além desta experiência, o parque temático é também baseado em um tema central ou dividido em algumas áreas temáticas.
Seguindo a Disneyland, muitos outros parques temáticos que tentavam copiar suas ideias, com o leiaute hub-and-spoke e as "terras" temáticas, surgiram por todo os Estados Unidos. Os exemplos mais famosos são o Great Adventure em Nova Jérsia e o Universal Studios Hollywood em Los Angeles, Califórnia. No entanto, nenhum alcançaria o sucesso da Disneyland.
15 anos após a Disneyland, a The Walt Disney Company abriu seu segundo parque temático, o Magic Kingdom próximo a Orlando, Flórida. Este parque impulsionou a definição de parque temático, sendo cercado uma grande área de floresta, terra não desenvolvida, criando uma barreira natural massiva entre o mundo real e o parque. Atualmente, ele é o Walt Disney World Resort, consistindo de quatro parques temáticos no resort de férias mais visitado do mundo.

## Parques temáticos e de diversão na atualidade

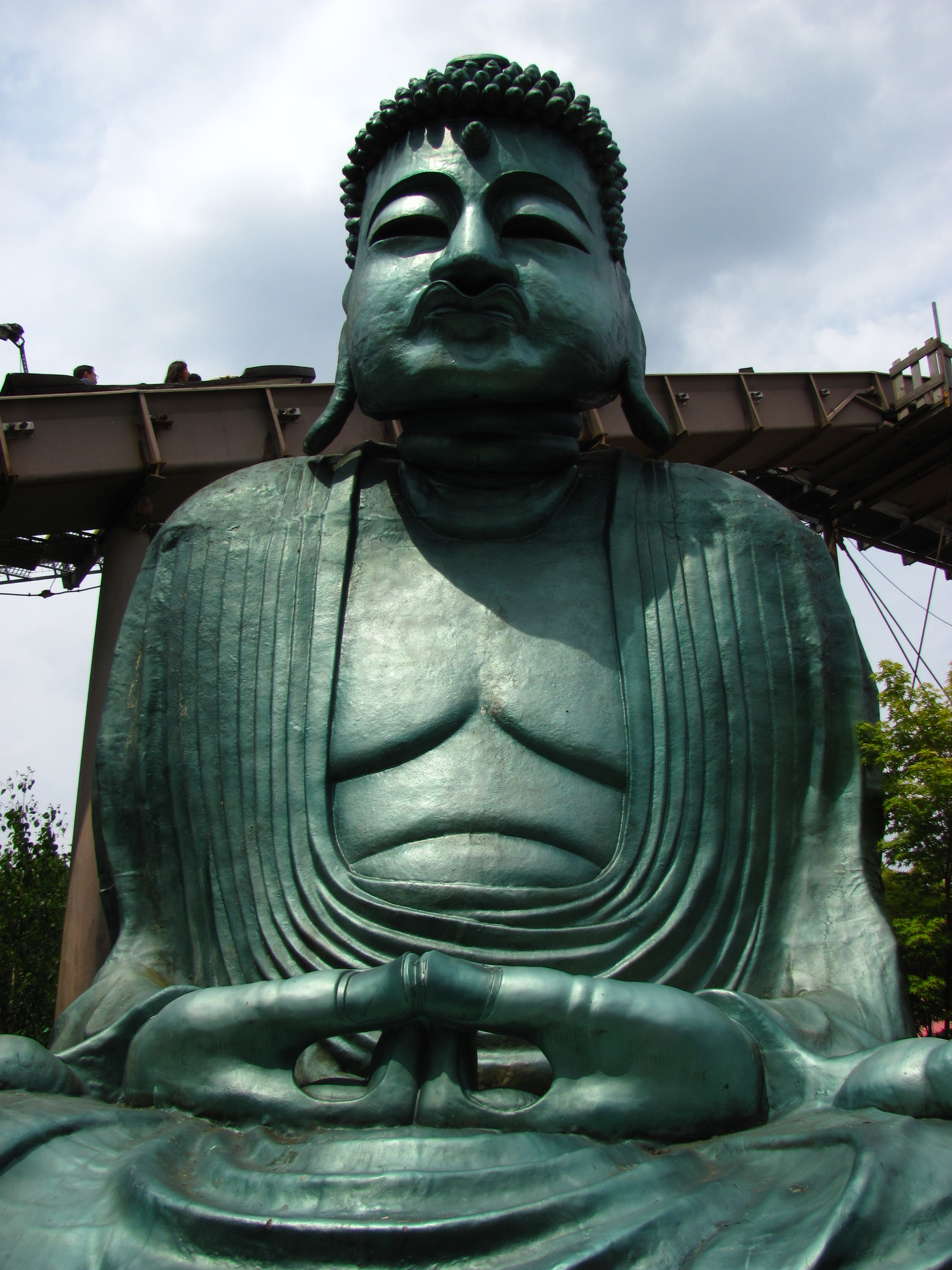
Estátua de Buda no Leste Místico de Chessington World of Adventures

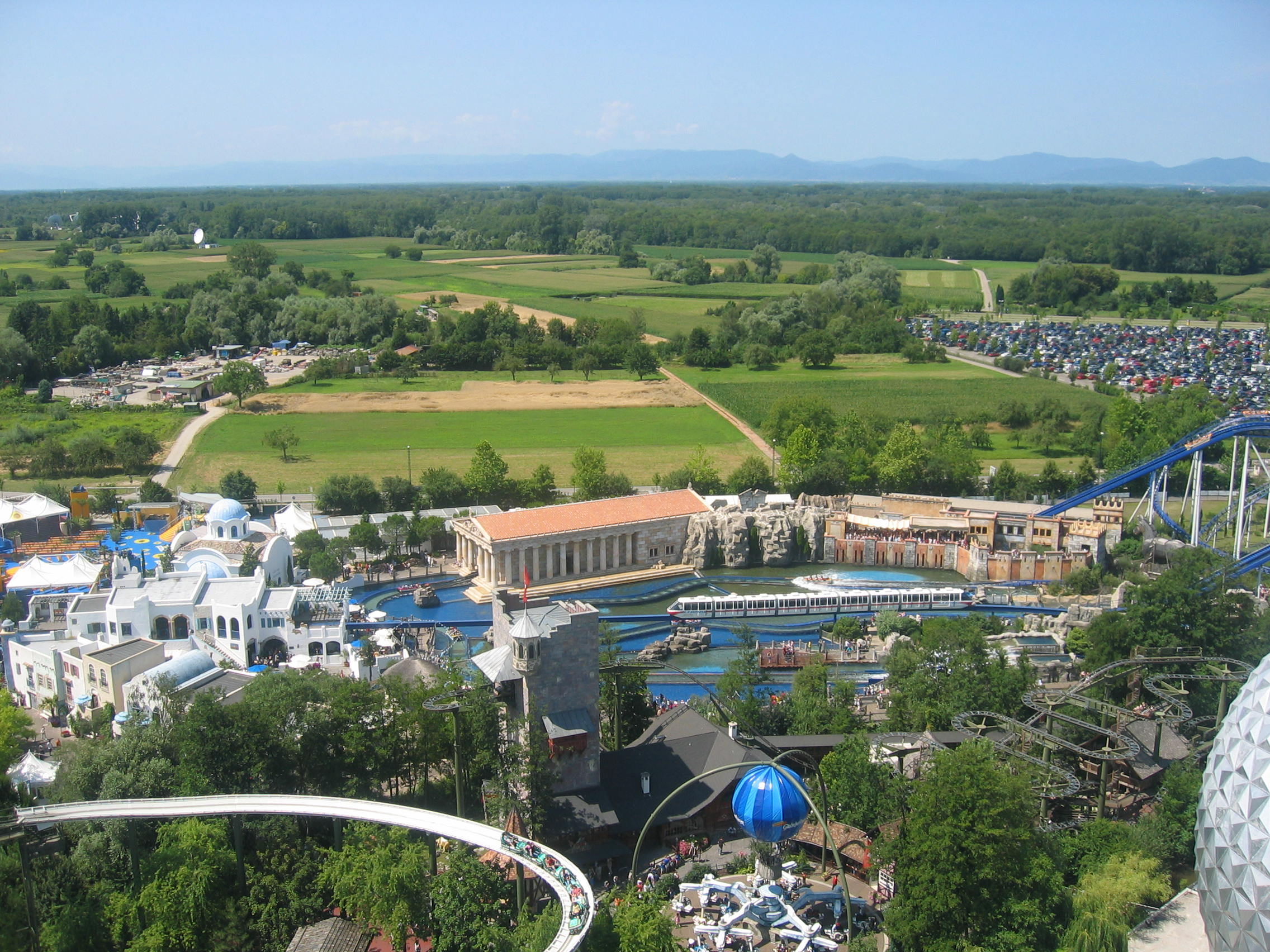
Europa-Park, na Alemanha

A indústria dos parques de diversão vai dos parques temáticos mundiais como Walt Disney World, Efteling e Universal Studios Hollywood até a parques temáticos menores e de tamanha médio como os parques Six Flags e Cedar Fair. Há vários parques menores em vários países ao redor do mundo. Até mesmo parques temáticos diretamente voltados para as crianças menores surgiram, como o Legoland.
Exemplos de parques de diversão em shoppings existem em West Edmonton Mall, Alberta, Canada; Pier 39, San Francisco, Mall of America, Bloomington, Minnesota.
Os parques de diversão familiares, que começaram como campos de mini-golfe cresceram e passaram a incluir minicampos de beisebol, karts, bate-bate, barcos e toboáguas. Alguns desses parques cresceram a ponto de incluir montanhas-russas, sendo que os parques de diversão tradicionais atualmente possuem áreas de competição além das atrações radicais.
Em 2008, a Walt Disney Company contribuiu com cerca de metade da receita do setor nos Estados Unidos como um resultado dos mais de 50 milhões de visitantes por ano de suas atrações sediadas no país.

## Tipos de parques de diversão

### Parques temáticos educacionais
Alguns parques usam as atrações para propósitos educacionais. A Disney foi a primeira a abrir com sucesso um parque temático construído sobre educação. Chamado de Epcot, ele foi aberto em 1982 como o segundo parque do Walt Disney World Resort. Há também o Holy Land USA e o Holy Land Experience, que são parques temáticos construídos para inspirar a fé cristã. O Dinosaur World (Florida) entretém as famílias com dinossauros em ambientes naturais, enquanto os parques SeaWorld e Busch Gardens oferecem experiências educacionais, cada um dos parques abrigando alguns milhares de animais, peixes e outros tipos de vida marinha em dezenas de atrações e exibições com foco na educação animal.

### Parques temáticos pertencentes a famílias

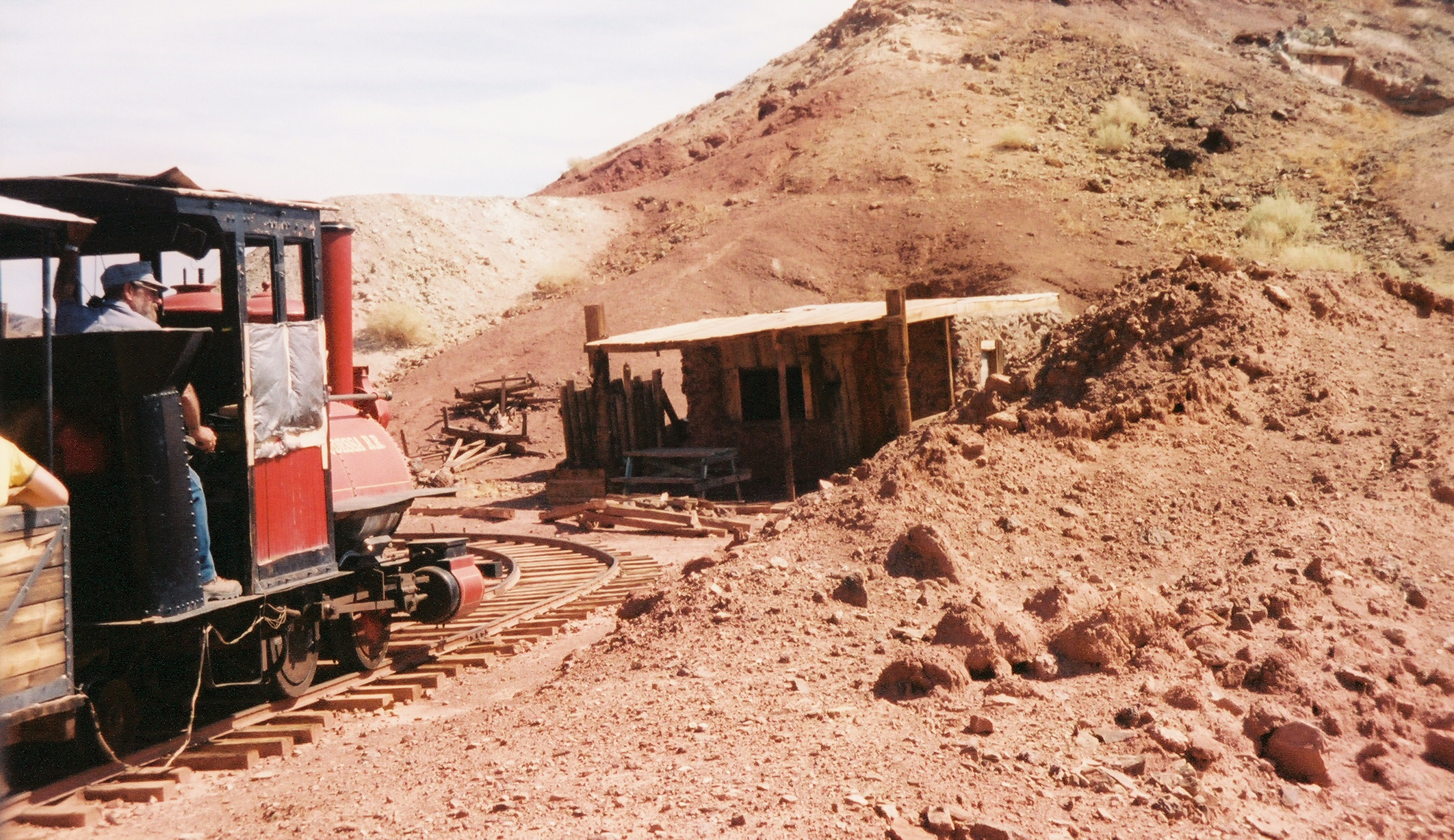
Trem de mina andando em Calico Ghost Town

Alguns parques temáticos evoluíram de empresas mais tradicionais de parques de diversão, como a Knott's Berry Farm. Na década de 1920, Walter Knott e sua família vendiam frutas em uma barraca na beira da estrada, que cresceu para incluir um restaurante que servia frango frito. Em poucos anos, as filas fora do restaurante passaram a durar algumas horas. Para entreter o público que esperava, Walter Knott construiu uma cidade fantasma em 1940, usando construções realocadas de cidades reais de Velho Oeste, como as cidades fantasmas de Calico, Califórnia e Prescott, Arizona. Em 1968, a família Knott cercou a fazenda, cobrou ingresso pela primeira vez e a Knott's Berry Farm oficialmente se tornou um parque de diversão. Devido a sua longa história, o Knott's Berry Farm atualmente se proclama o "Primeiro Parque Temático da América". O Knott's Berry Farm hoje é propriedade da Cedar Fair Entertainment Company. O Lago Compounce em Bristol, Connecticut pode ser o verdadeiro parque de diversão mais antigo operando continuamente nos Estados Unidos, aberto desde 1846. O Santa Claus Town, que abriu em Santa Claus, Indiana, em 1935, e incluía o Santa's Candy Castle e outras atrações temáticas do Papai Noel (Santa Claus), é considerado a primeira atração nos Estados Unidos: um precursos do moderno parque temático. A Santa Claus Land (renomeada para Holiday World & Splashin' Safari em 1984) foi aberta em 1946 em Santa Claus, Indiana, e muitas pessoas defendem que ele foi o primeiro parque temático apesar da história de Knott. Na década de 1950, a família Herschend iniciou a operação da atração turística Marvel Cave, próximo a Branson, Missouri. Na década seguinte, eles modernizaram a caverna, o que levou a grandes números de pessoas esperando para pegar o tour. A família Herschend abriu uma recriação da antiga cidade mineira que existia no topo da Marvel Cave. A pequena vila posteriormente se tornou o parque temático Silver Dollar City. O parque ainda é pertencente e operado pelos Herschends e a família possui alguns outros parques incluindo o Dollywood, Celebration City e Wild Adventures.

### Parques regionais
O primeiro parque temático regional, o parque do Six Flags Six Flags Over Texas foi oficialmente aberto em 1961 em Arlington, Texas, próximo a Dallas. O primeiro parque temático Six Flags foi projetado por Angus Wynne, Jr. e ajudou a criar a moderna e competitiva indústria de parques temáticos. Em 1968, o segundo parque Six Flags, Six Flags Over Georgia, foi aberto, e em 1971, o Six Flags Over Mid-America (atual Six Flags St. Louis) foi aberto próximo a St. Louis, Missouri. Também em 1971 foi a abertura do complexo de resort Walt Disney World na Flórida, com o Magic Kingdom (1971), Epcot (1982), Disney's Hollywood Studios (1989) e Disney's Animal Kingdom (1998).

### Parques itinerantes
Os parques itinerantes são parques de diversão que se deslocam de cidade em cidade levando entretenimento por onde passam com atrações para todos os públicos.
Diferente dos tradicionais parques fixos, seus brinquedos são transportados através de caminhões e carretas onde são montados e desmontados, permanecendo em uma cidade por temporadas pré-determinadas. Os parques itinerantes que existem no Brasil são o Universal Park, American Park, Fiesta Park, Parque Lima, Play City, Ita Center Park, Mega Park Internacional, Parque Marisa, Unipark Diversões, Vitinho Park, Parque Tupã, Corinto Center Park, Yupie Park,
Magic Park, Millennium Park, Moreno's Park, Mix Park e Parque Trombini.

## Preços e política de ingresso

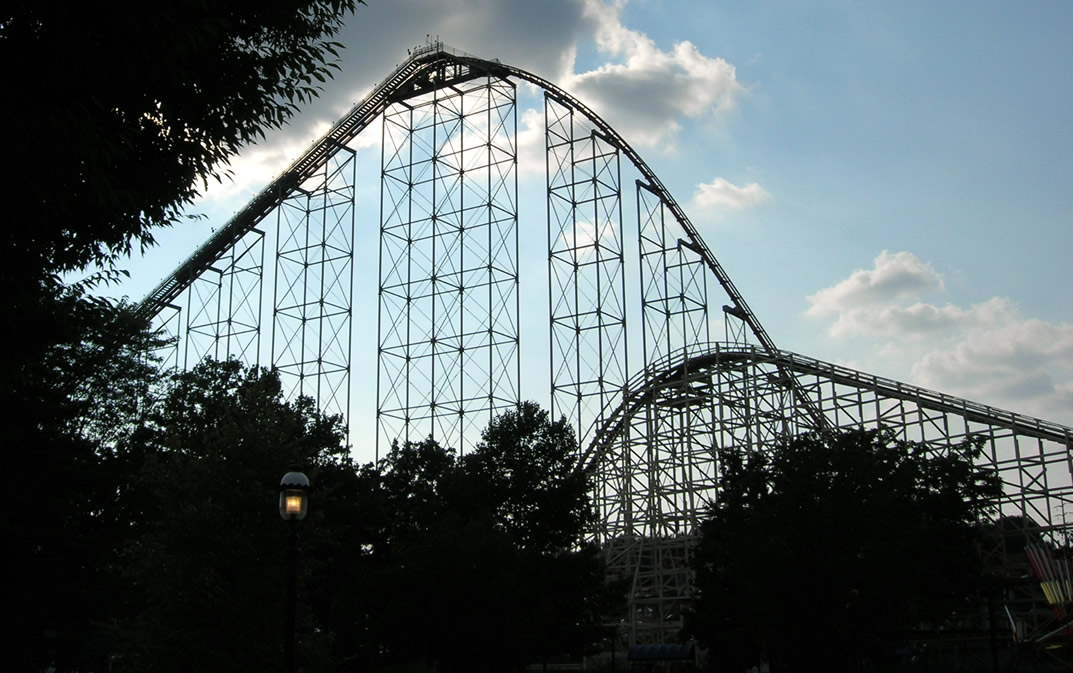
Dorney Park and Wildwater Kingdom's em Allentown, Pennsylvania

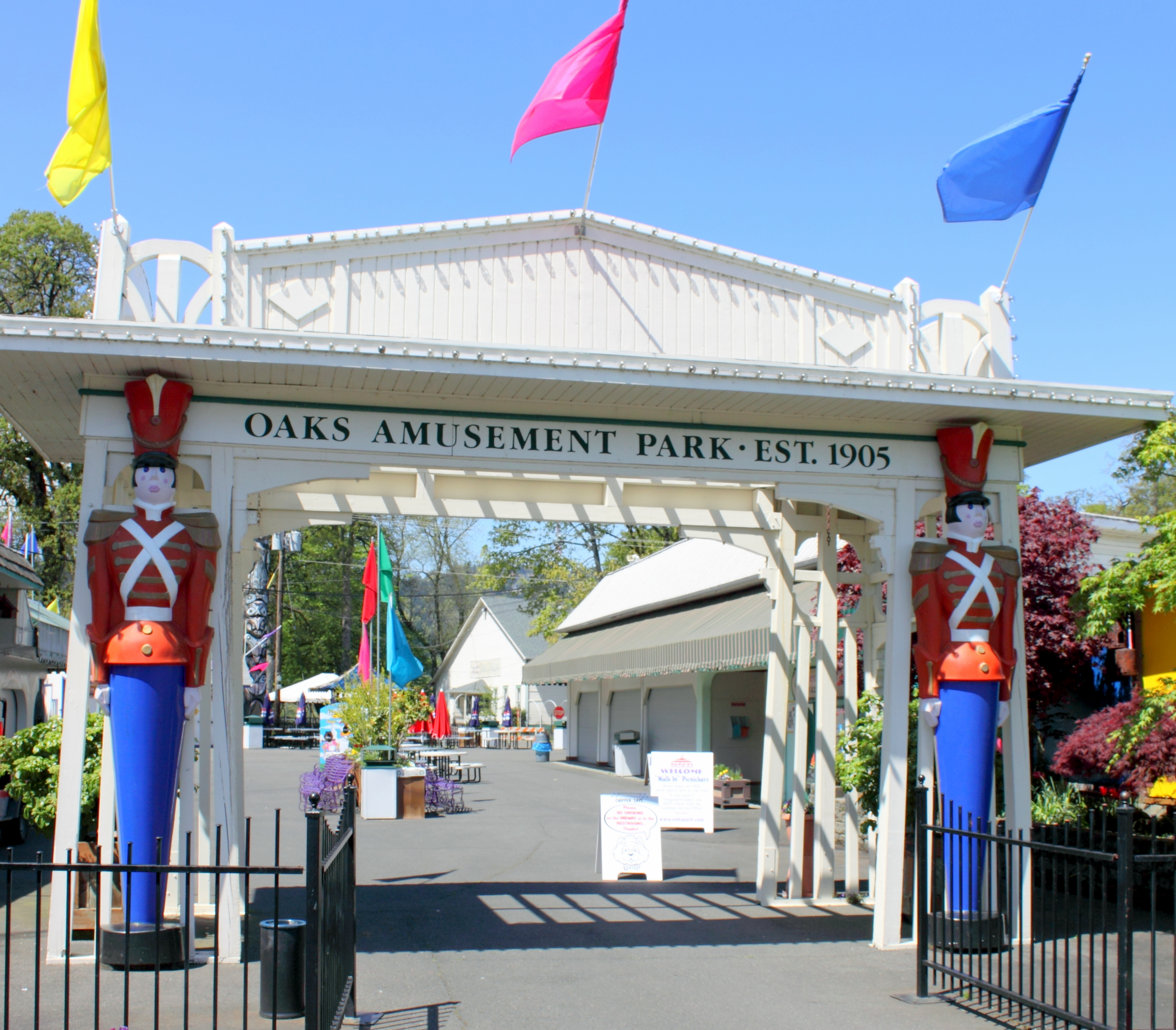
Oaks Amusement Park em Portland, Oregon

Os parques de diversão coletam a maior parte de sua receita de taxas de ingresso pagas pelos visitantes que vêm ao parque. Outras fontes de receita incluem taxas de estacionamento e venda de comidas, bebidas e lembranças.
Praticamente todos os parques de diversão operam usando um dos dois princípios de ingresso:

### Pay-as-you-go
Em parques de diversão que usam este sistema, um visitante entra no parque pagando pouco ou nenhum ingresso.  O visitante deve então comprar as atrações individualmente, ou na entrada da atração ou comprando tíquetes (ou um método similar de troca, como uma ficha). O custo da atração é geralmente baseada em sua complexidade ou popularidade. Por exemplo, um visitante pode pagar um tíquete para andar em um carrossel mas quatro tickets para ir em uma montanha-russa.
O parque pode permitir aos visitantes comprar um passe que oferece ingressos ilimitados para todas as atrações no parque por uma duração específica de tempo. Uma pulseira ou passe é então mostrado na entrada da atração para poder entrar.

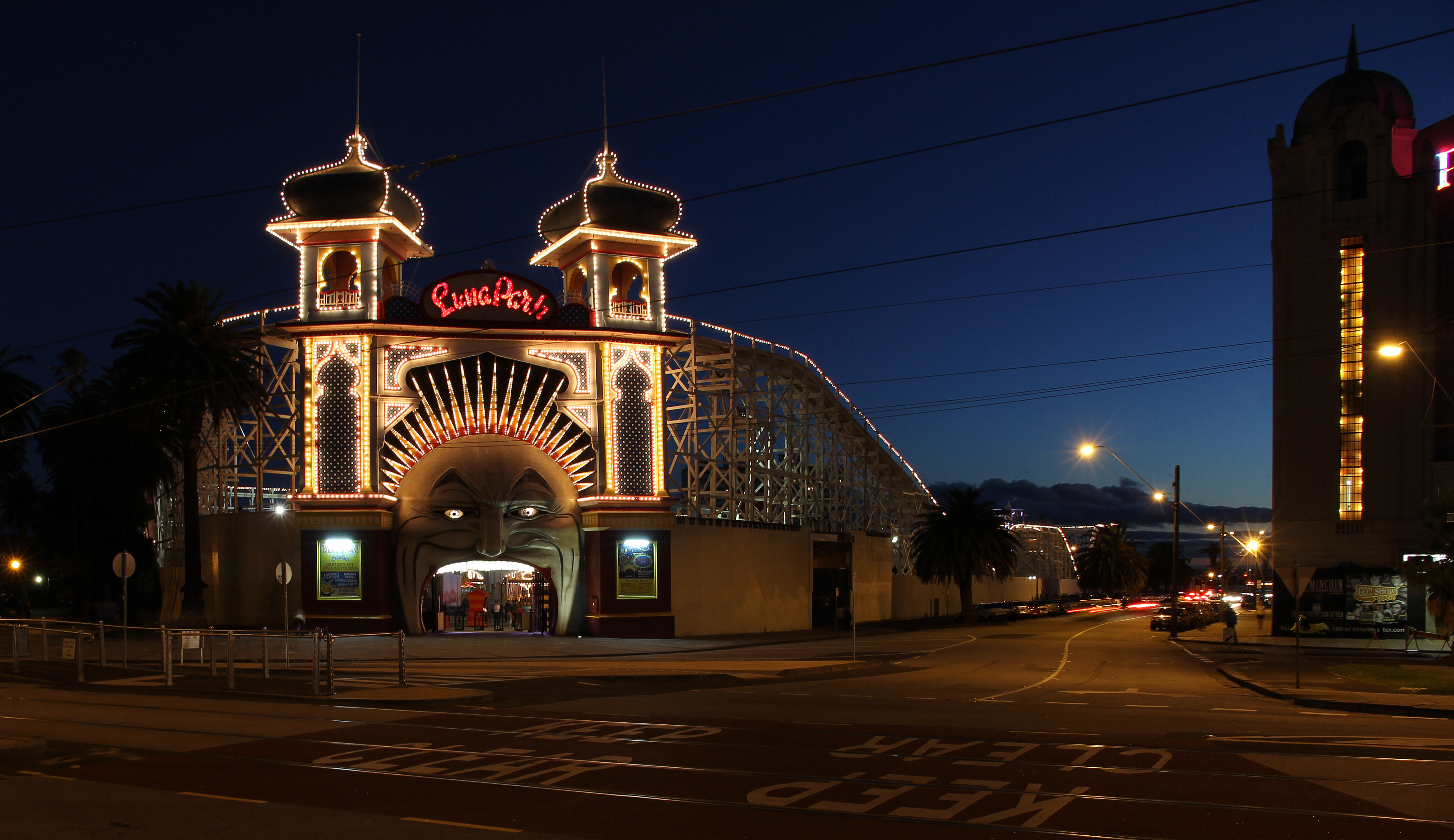
Melbourne Luna Park

A Disneyland abriu em 1955 usando este formato de ingresso. Inicialmente, os visitantes pagavam os preços de ingresso nas atrações. Em um curto período, os problemas de lidar com grandes quantidades de moedas levaram ao desenvolvimento de um sistema de tickets que, embora hoje não esteja mais funcionando, continua a fazer parte do vocabulário dos parques de diversão. Neste novo formato, os visitantes compravam livros que continham um número de tickets, rotulados "A," "B" e "C." As atrações que usavam o tíquete A eram geralmente simples, com os tíquetes B e C sendo usados para atrações maiores e mais populares. Mais tarde, o "tíquete D" foi incluído, e depois, finalmente, o famoso "tíquete E", que era usado nas atrações maiores e mais elaboradas, como a Space Mountain (Disneyland). Tíquetes menores poderiam ser trocados para serem usados em atrações maiores (ou seja, dois ou três tíquetes A poderiam ser igualados a um único tíquete B). A Disneyland, bem como o Magic Kingdom no Walt Disney World, abandonou esta prática em 1982.
As vantagens do sistema pay-as-you-go são as seguintes:
- Os visitantes pagam apenas pelo que eles escolhem experimentar, permitindo-lhes visitar o parque por curtos períodos de tempo (enquanto os visitantes que obtêm os passes Pay-one-price são geralmente compelidos a gastar horas para compensar o custo)
- Os custos das atrações podem ser trocados facilmente para encorajar o uso ou capitalizar sobre a popularidade
- Mais adequado para parques localizados nas áreas com alto tráfico de pedestres e cercados por pontos de interesse que competem (como shoppings ou cinemas não operados pelo parque) e/ou atrações naturais, que torna difícil cobrar uma taxa de ingresso. Por exemplo, o Centreville Amusement Park era uma das várias atrações nas Ilhas Toronto junto com praias e clubes de barcos, sendo que seu sistema pay-as-you-go era adequado para seus visitantes que geralmente gastavam apenas 1 ou 2 horas no parque. Para parques de diversão dentro de shopping centers como o Galaxyland de West Edmonton Mall, onde as atrações existem junto a lojas, o tráfico de pedestre consiste de compradores e visitantes do parque, então pode não ser prático segregar as premissas do parque e cobrar uma taxa de ingresso.

As desvantagens do sistema pay-as-you-go são as seguintes:
- Os visitantes podem se cansar de gastar dinheiro quase continuamente
- Os visitantes podem não gastar tanto em comida e lembranças
- Os resultados com altos volumes de visitantes que gastam pouco, e as resultantes baixas margens de lucro são suficientes apenas para parques de diversão maturos que não estão expandindo[33]

### Pay-one-price
Um parque de diversão usando este sistema cobra dos visitantes uma única e maior taxa de ingresso. O visitante então é capaz de usar a maioria das atrações (geralmente incluindo montanhas-russas) no parque quantas vezes ele quiser. Um ingresso diário é o ingresso mais básico à venda, também sendo vendidos tickets anuais que oferecem aos detentores ingresso durante o ano inteiro. (mais privilégios especiais para as atrações mais novas) e passes expressos que dão aos detentores prioridade em cortar filas nas atrações populares.
Os parques com o formato pay-one-price também possuem atrações que não são inclusas no ingresso; elas são as atrações pagas a parte e podem incluir Skycoasters ou karts ou jogos de habilidade que dão prêmios.
Quando Angus Wynne, fundador do Six Flags Over Texas, visitou a Disneyland pela primeira vez em 1959, ele considerou o formato pay-as-you-go do parque como uma razão para deixar seu parque pay-one-price. Ele pensava que uma família seria mais propensa a visitar seu parque se eles soubessem, de antemão, quando gastariam no dia.
As vantagens deste sistema são:
- Menor custo para os operadores do parque, visto que os tomadores de tickets não são necessários em cada atração;
- Os visitantes não precisam se preocupar em gastar o dinheiro continuamente nas atrações, portanto eles podem gastar mais dinheiro em comida e lembranças;
- Um preço mais previsível para oferecer aos visitantes, visto que o custo é sabido de antemão;
- Mais adequado para parques de diversão localizados nos subúrbios ou áreas rurais, com o parque sendo a única atração no local, o que permite um público mais propenso a pagar altas taxas de ingresso;
- Margens de lucro mais altas, por sua vez, permitem ao parque incluir novas atrações.

As desvantagens do sistema são:
- O preço pode não ser atrativo para os visitantes que visitam o parque apenas para estar com suas família ou usar poucas atrações;
- Os visitantes são geralmente compelidos a gastar horas a fim de compensar o custo do ingresso diário, atraindo somente os visitantes para uma excursão de dia inteiro em detrimento de visitas curtas.

## Atrações e brinquedos
As máquinas mecanizadas radicais são uma característica determinante dos parques de diversão. As atrações mais antigas incluem o carrossel, que originalmente foi desenvolvido de métodos de treino de cavalaria usados pela primeira vez na Idade Média. No século XIX, os carrosséis eram comuns em parques ao redor do mundo. Outra atração que moldou o futuro dos parques de diversão foi a montanha-russa. As origens das montanhas-russas podem ser traçadas da Rússia do século XVII, onde atrações voltadas à gravidade, que no começo consistiam apenas de trenós ou carrinhos individuais andando livremente pelas calhas em cima de pistas de neve com pilhas de areia no fundo para frear, eram usados como atividades de lazer no inverno. Essas atrações rústicas e temporárias, conhecidas como Russian Mountains, foram o começo da busca por atrações ainda mais radicais nos parques de diversão. A Exposição de Colúmbia de 1893 foi, em particular, uma área fértil de testes de atrações radicais e incluía algumas que o público nunca havia visto antes, como a primeira roda-gigante do mundo, um dos produtos mais reconhecidos da feira. Na atualidade, muitas atrações de vários tipos são voltadas para um tema específico.
Um parque contém uma mistura de atrações que podem ser divididas em algumas categorias.

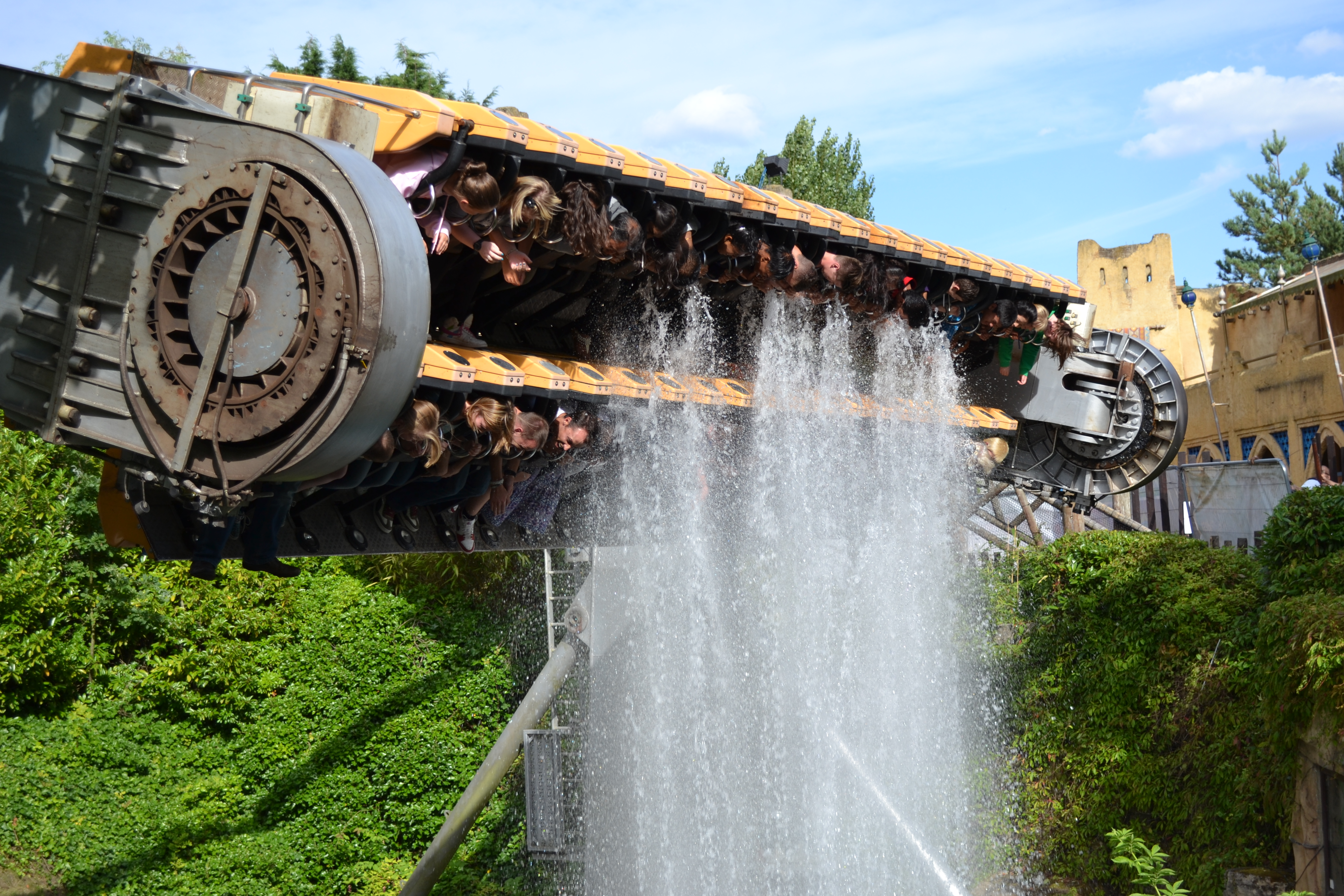
Rameses Revenge no Chessington World of Adventures é uma atração Top Spin da Huss e foi a primeira do tipo a contar com água.

### Atrações padrão
Há um conjunto de atrações padrão que a maioria dos parques de diversão possuem, incluindo a enterprise, tilt-a-whirl, gravitron, chairswing, navio viking, twister, e a top spin. No entanto, há constante inovação, com novas variações sobre a forma de girar e jogar os passageiros, em um esforço para manter atraindo os consumidores. Os fabricantes como Huss e Zamperla especializam-se em criar atrações deste tipo, entre outras atrações de parques de diversão.

### Montanhas-russas

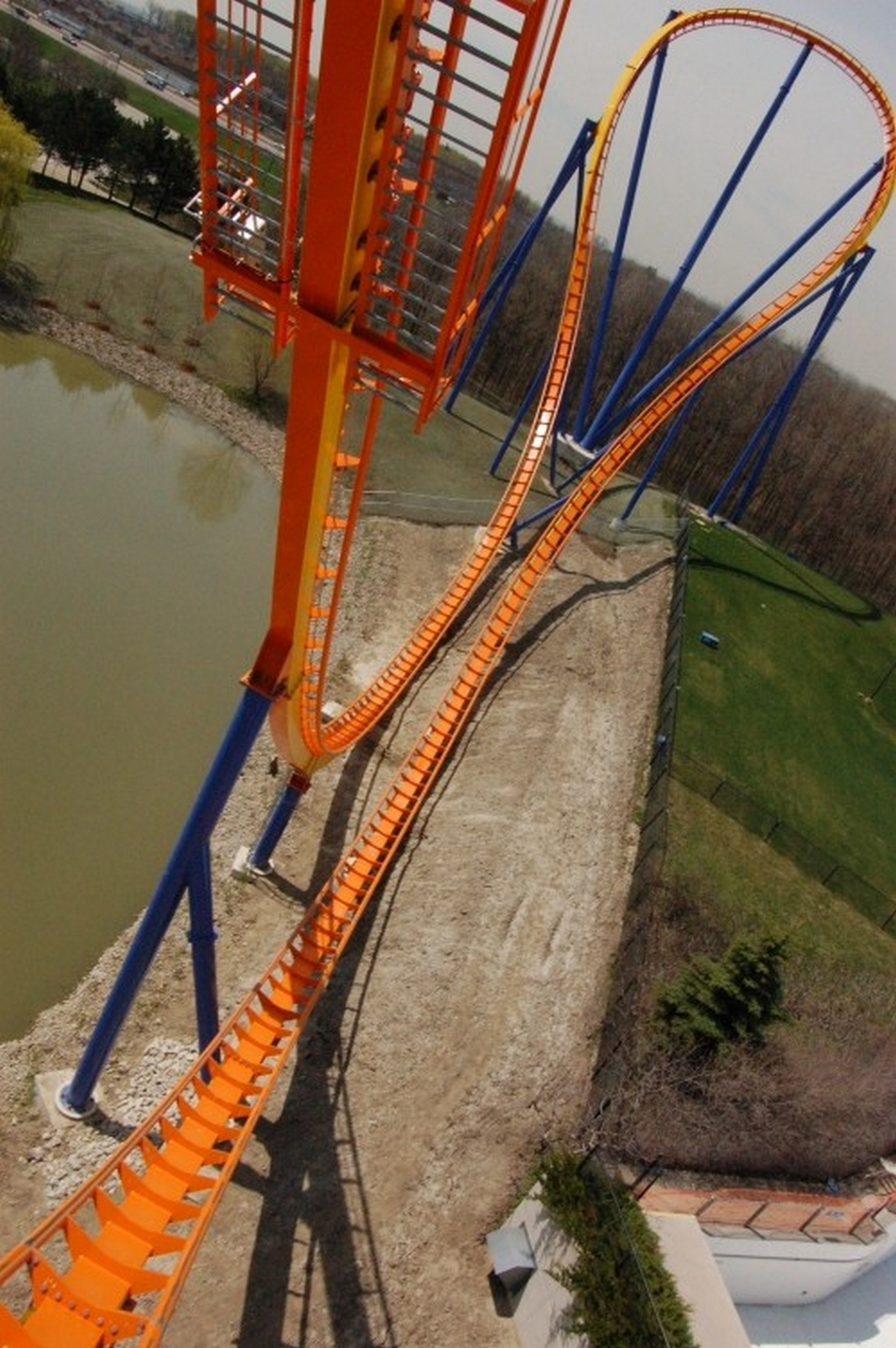
Montanhas-russas, como a Behemoth, no Canada's Wonderland, possuem quedas rápidas e íngremes de altas atitudes.

Os parques de diversão geralmente contam com várias montanhas-russas de madeira ou aço. Em essência, um sistema ferroviário especializado com quedas íngremes e curvas fechadas, em carros onde os passageiros se sentam, geralmente com dois ou mais carros juntos para formar um trem. Algumas montanhas-russas contam com uma ou mais inversões (como o looping vertical) que joga os passageiros para cima e para baixo.

### Atrações de trem

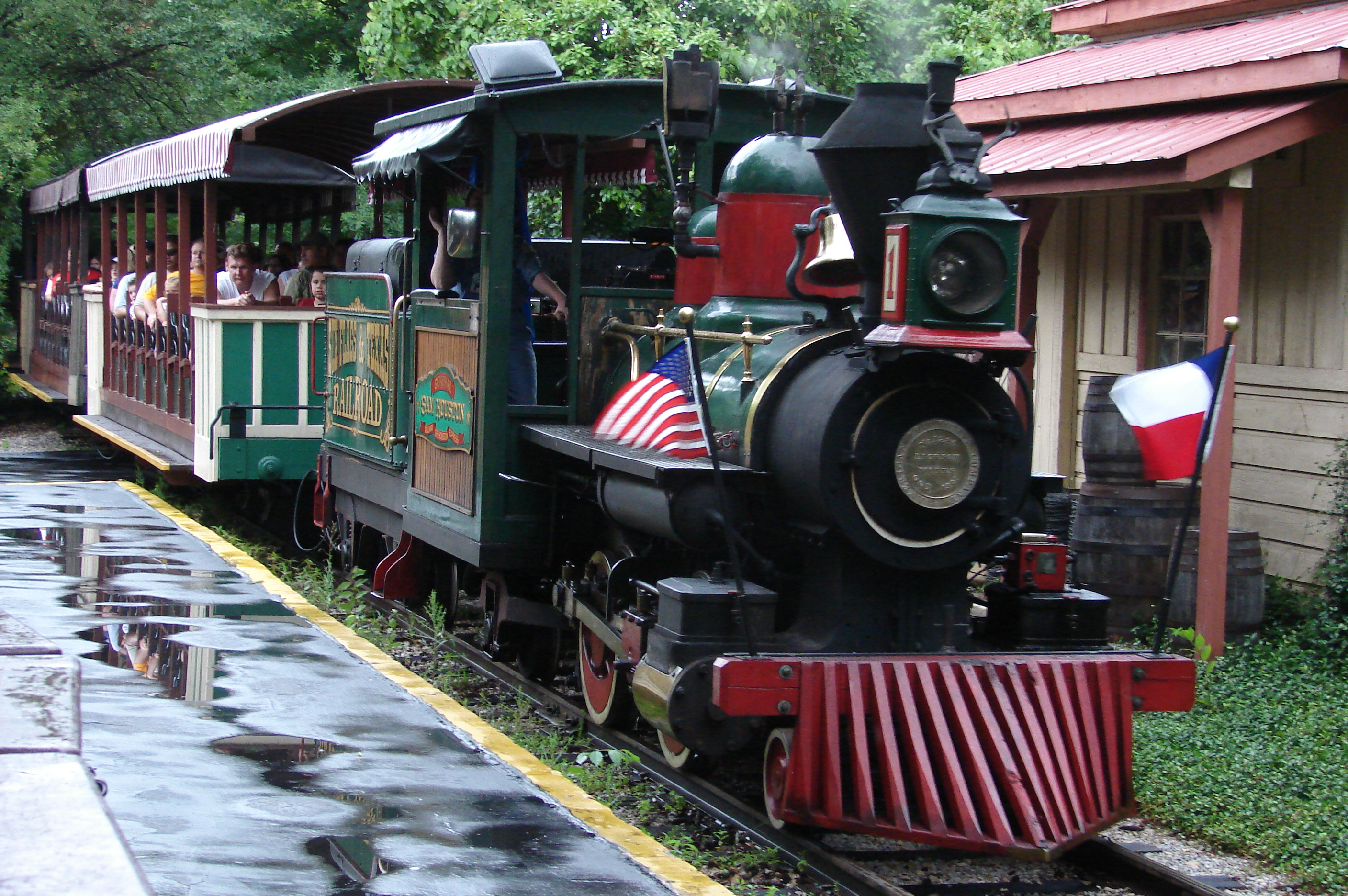
Trem do Six Flags & Texas em funcionamento em 2007.

Os trens em parques de diversão tiveram uma longa e variada história nos parques de diversão de todo o mundo. Alguns dos trens de parque mais antigos não eram realmente trens; eles eram bondes que traziam os visitantes aos parques em linhas ferroviárias regulares das cidades até o fim das linhas nas quais os parques se localizavam. Assim, alguns parques mais antigos, como o Kennywood na Pennsylvania, eram chamados de trolley parks (parques de bonde). Os trens de parque mais antigos que operavam apenas em linhas dentro da área do parque, como o Zephyr Railroad no Dorney Park, eram em sua maioria personalizados. Além disso, as ferrovias dos parques de diversão tendiam a ter bitola estreita, significando que o espaço entre seus trilhos era menor que o das ferrovias.
Alguns fabricantes de brinquedos de parques do passado e do presente são:
- Allan Herschell Company
- Brookville Equipment Corporation
- Cagney Brothers
- Chance Rides
- Crown Metal Products
- Custom Fabricators
- Custom Locomotives
- Fabbri Group
- Technical Park
- Vekoma
- Intamin AG
- Zamperla
- AK Rides
- Gosetto S.R.L
- ARM Rides USA
- Pinfari
- Huss Rides
- Três Eixos (Brasil)
- Fabripark (Brasil)
- Fabbrica di Park (Brasil)
- Fionda (Brasil, extinta)
- Sambinelli (Brasil)
- Miniature Train Co. (MTC)
- National Amusement Devices Co. (NAD)
- Ottaway
- Sandley
- Severn Lamb
- Tampa Metal Products
- Train Rides Unlimited

### Atrações de água
Os parques de diversão com recursos aquáticos geralmente contam com algumas atrações de água, como o splash, bumper boats, corredeira e rowing boats. Estas atrações são geralmente mais suaves e curtas que as montanhas-russas e muitas são disponíveis para todas as idades. As atrações com água são especialmente populares em dias quentes.

### Atrações no escuro
Junto com as atrações de trem e de água, as atrações no escuro são atrações fechadas nas quais os visitantes viajam em veículos guiados ao longo de um caminho pré-determinado, através de um conjunto de cenários iluminados que podem incluir efeitos de luzes, animações, música e diálogo gravado, entre outros efeitos especiais.

### Roda-gigante
As rodas-gigantes são um tipo comum de atração nos parques de diversão.

### Atrações de transporte
As atrações de transporte são usadas para levar grandes quantidades de visitantes de uma área do parque par outra, como uma alternativa para ir andando, especialmente para parques que são grandes ou separados em várias áreas distantes. Os transportes podem incluir teleférico, monotrilho, bonde aéreo e escadas rolantes.

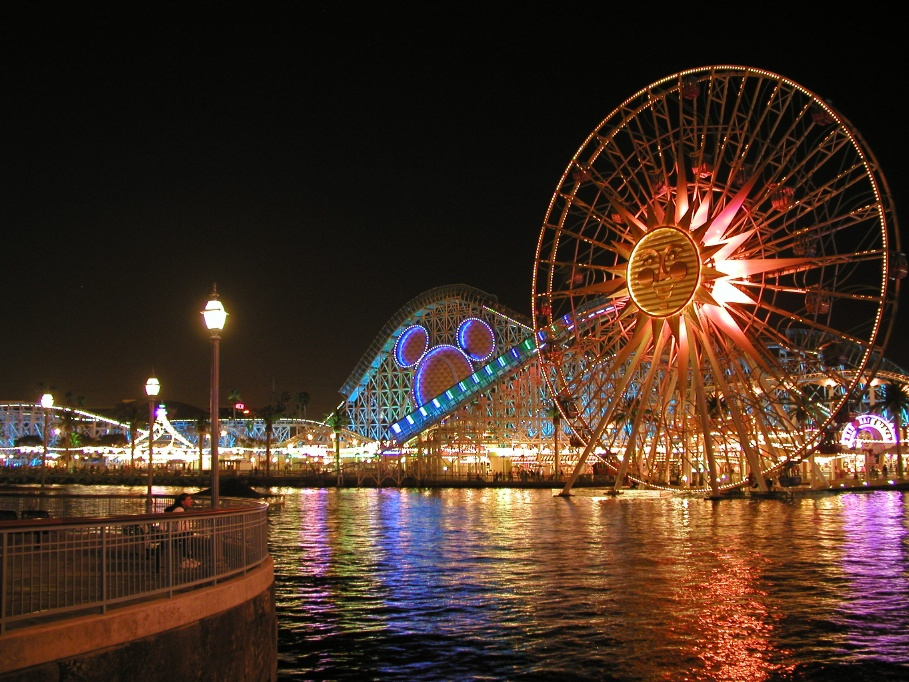
Roda-gigante e montanha-russa, atrações comuns em parques de diversão.

Embora originalmente sua intenção fosse a praticidade ao invés de "emoção" ou divertimento, o Ocean Park Hong Kong é conhecido por seu cable car de 1,5 quilômetro conectando as áreas Lowland e Headland do parque, tendo a segunda maior escada rolante ao ar livre do mundo na Headland. Ambas as ligações de transporte fornecem vistas cênicas das paisagens ao redor do parque e tornaram-se atrações importantes do parque por si sós.

## Parques mais visitados do mundo

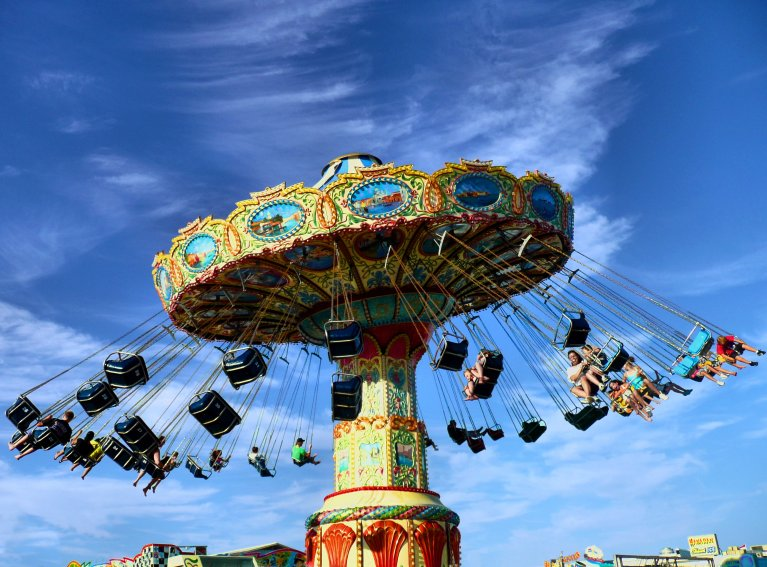
Atração comum em parques de diversão.

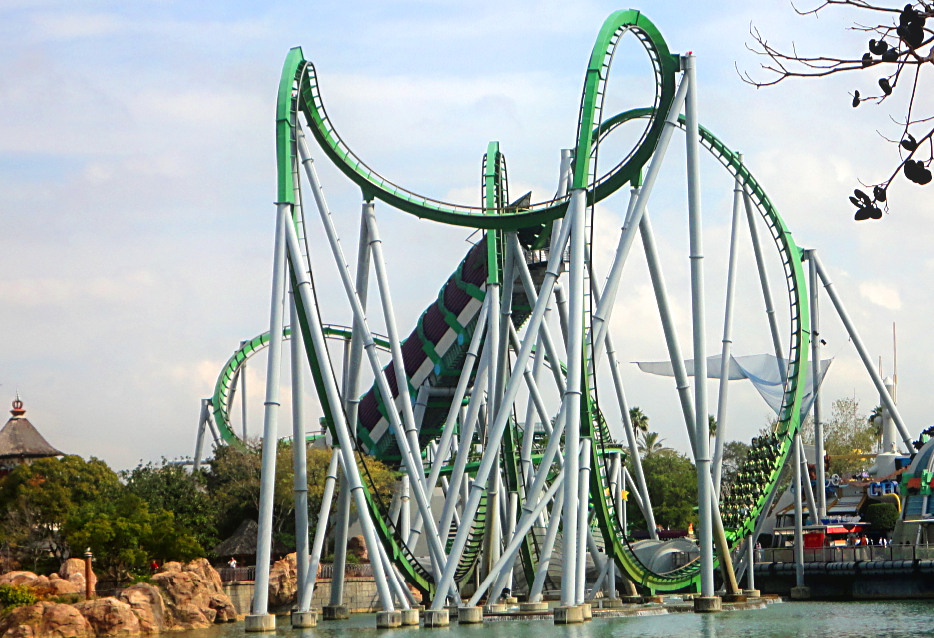
The Incredible Hulk Coaster, montanha-russa localizada no parque Universal Orlando Resort.

Os parques de diversão mais visitados do mundo são:
1. Magic Kingdom
2. Disneyland
3. Tokyo Disneyland
4. Tokyo DisneySea
5. Disneyland Paris
6. Epcot
7. Animal Kingdom
8. Hollywood Studios
9. Universal Studios Japan
10. Islands of Adventure
11. Ocean Park
12. Everland
13. Disney California Adventure
14. Universal Orlando Resort
15. Hong Kong Disneyland
16. Nagashima Spa Land
17. Lotteworld
18. SeaWorld Orlando
19. Universal Studios Hollywood
20. Walt Disney Studios Park
21. Europa Park
22. SeaWorld San Diego
23. Bush Gardens Tampa
24. De Efteling
25. Parque Tívoli

## Galeria

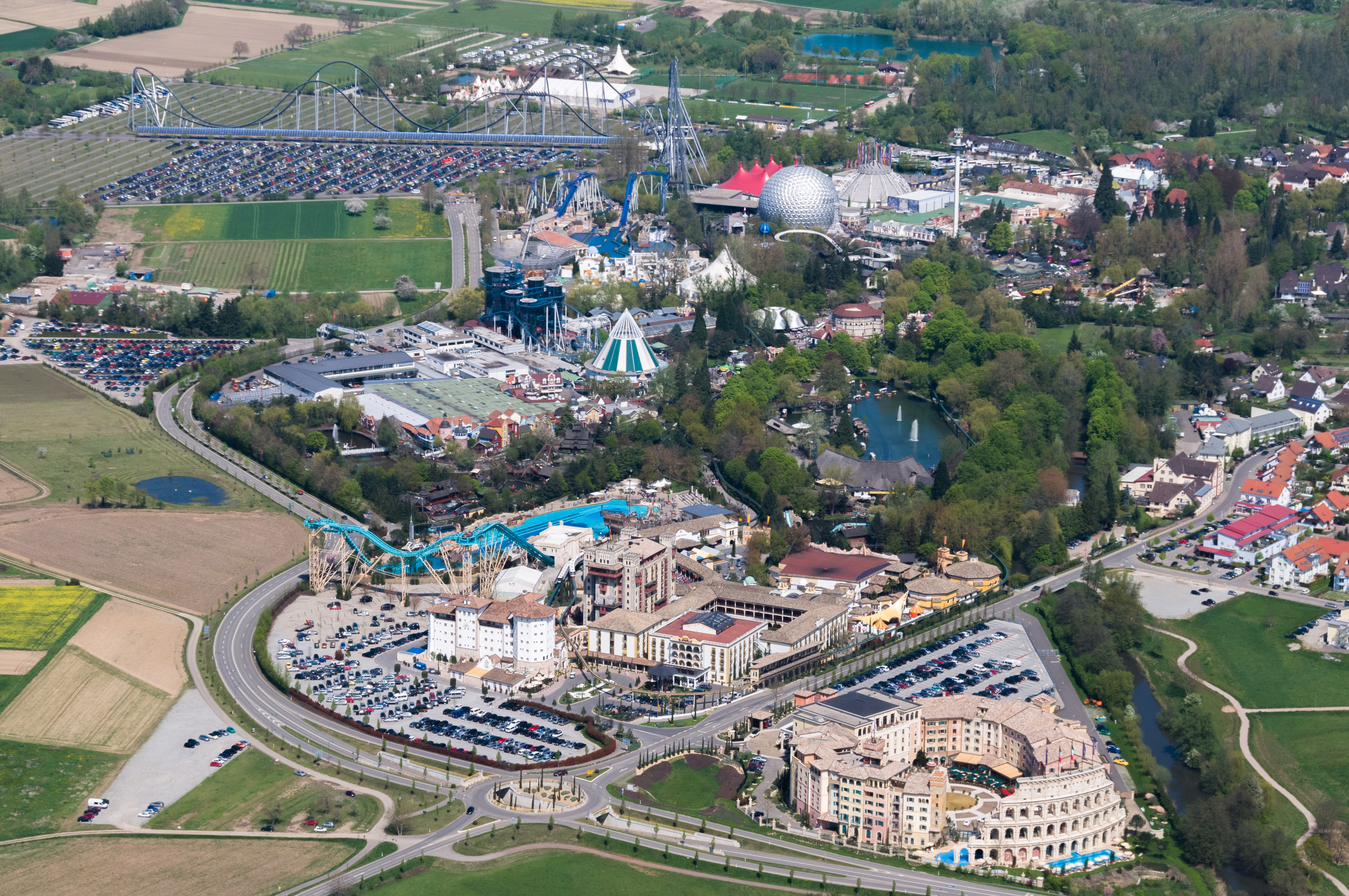
Foto aérea do Europa-Park, um dos maiores parque temáticos do mundo, na Alemanha.
Castelo da Bela Adormecida, na Disneyland, na Califórnia, nos Estados Unidos.
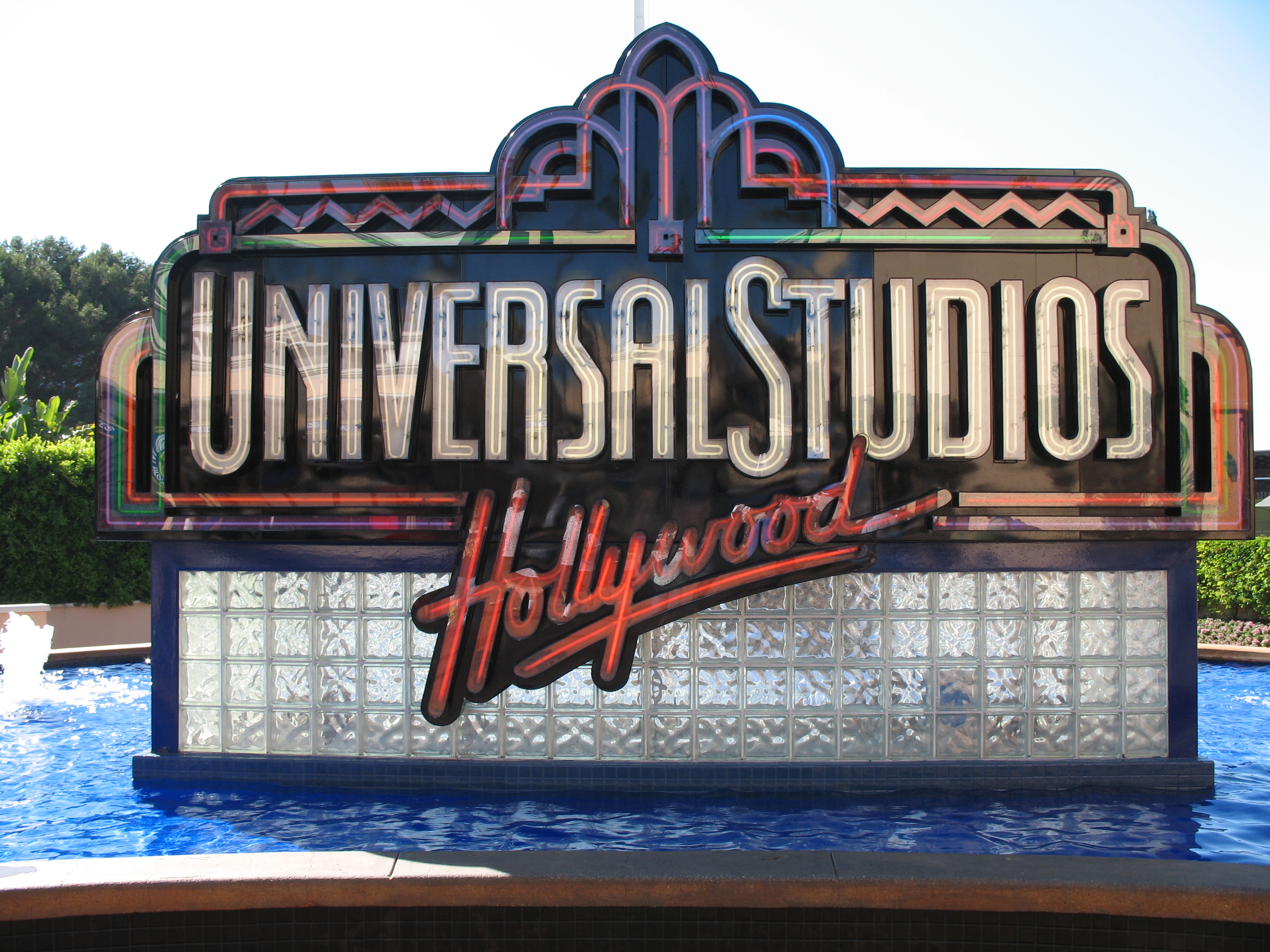
A entrada da Universal Studios Hollywood, em Los Angeles.
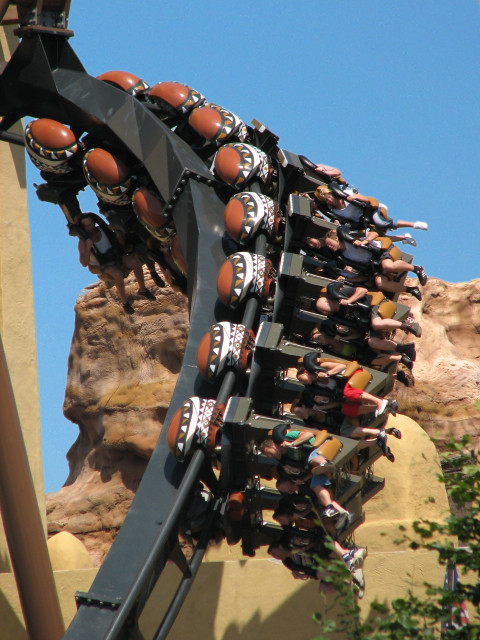
Montanha-russa invertida que contorna a baixo do nível da topografia. Black Mamba do Phantasialand próximo à Colonia na Alemanha.
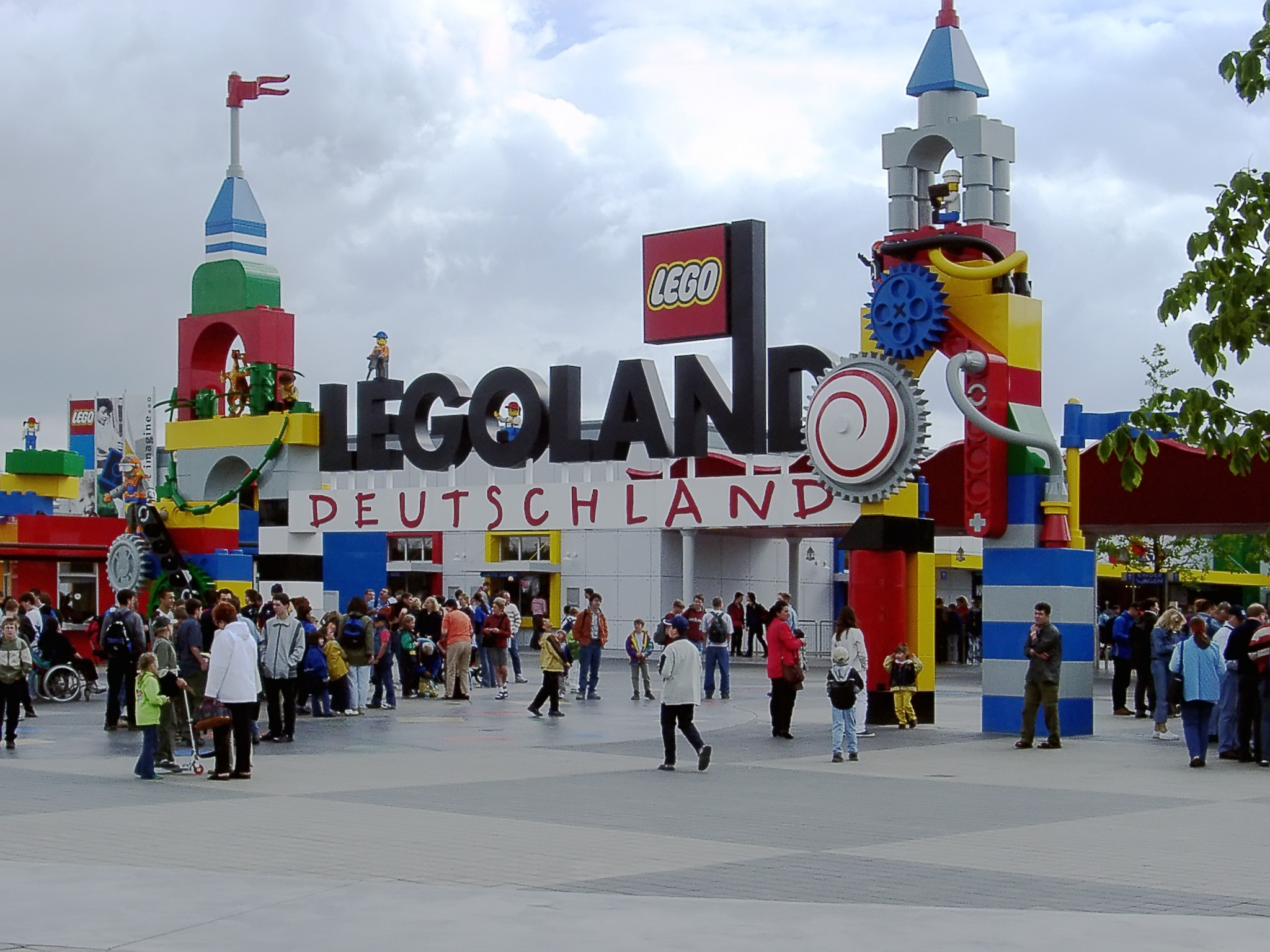
A entrada do Legoland, na Alemanha. Note como a fachada é colorida e como atrai as crianças.
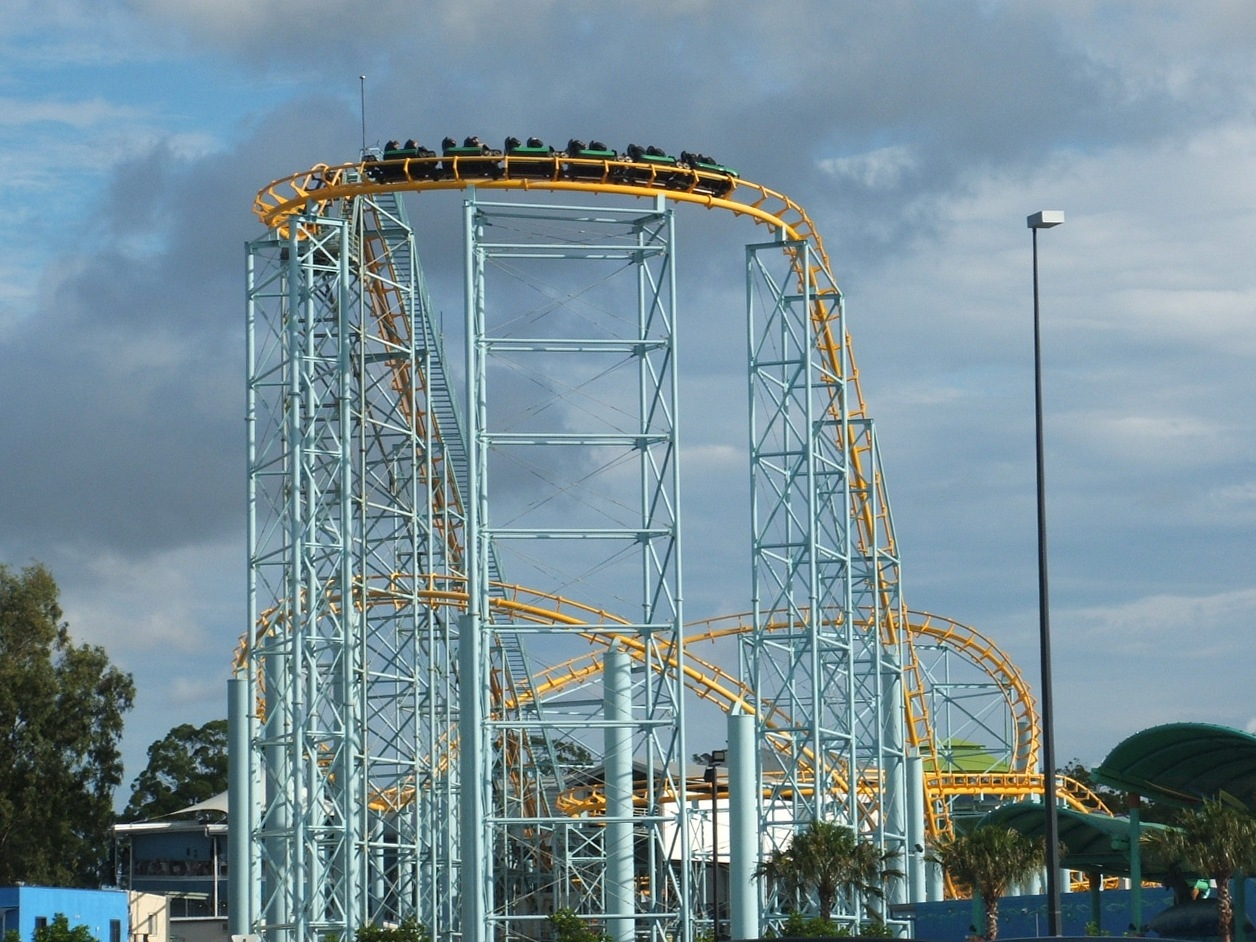
A montanha-russa Cyclone, no parque de diversões australiano DreamWorld.
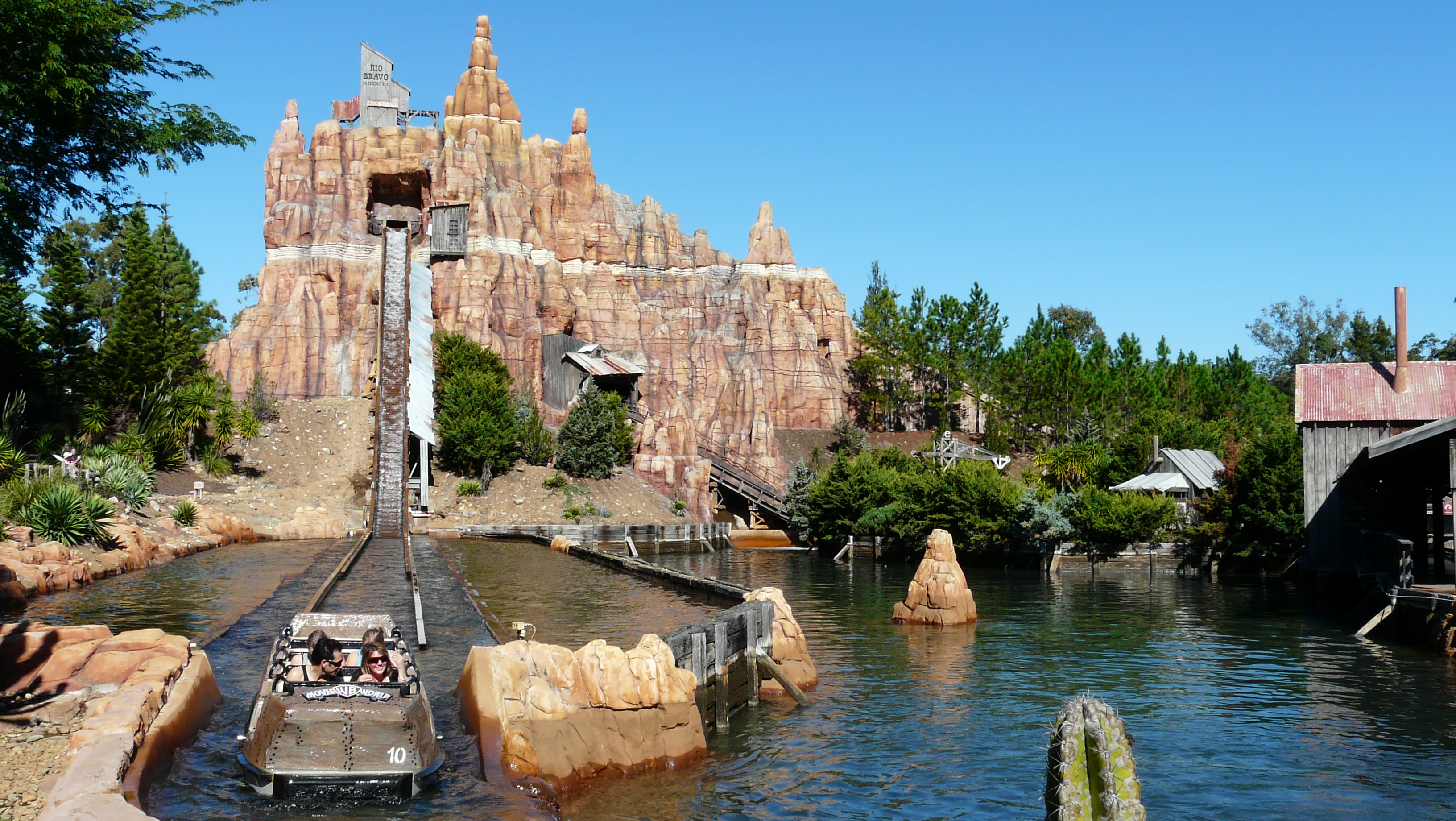
Uma alucinante atração no parque de diversões australiano Warner Bros. Movies World.
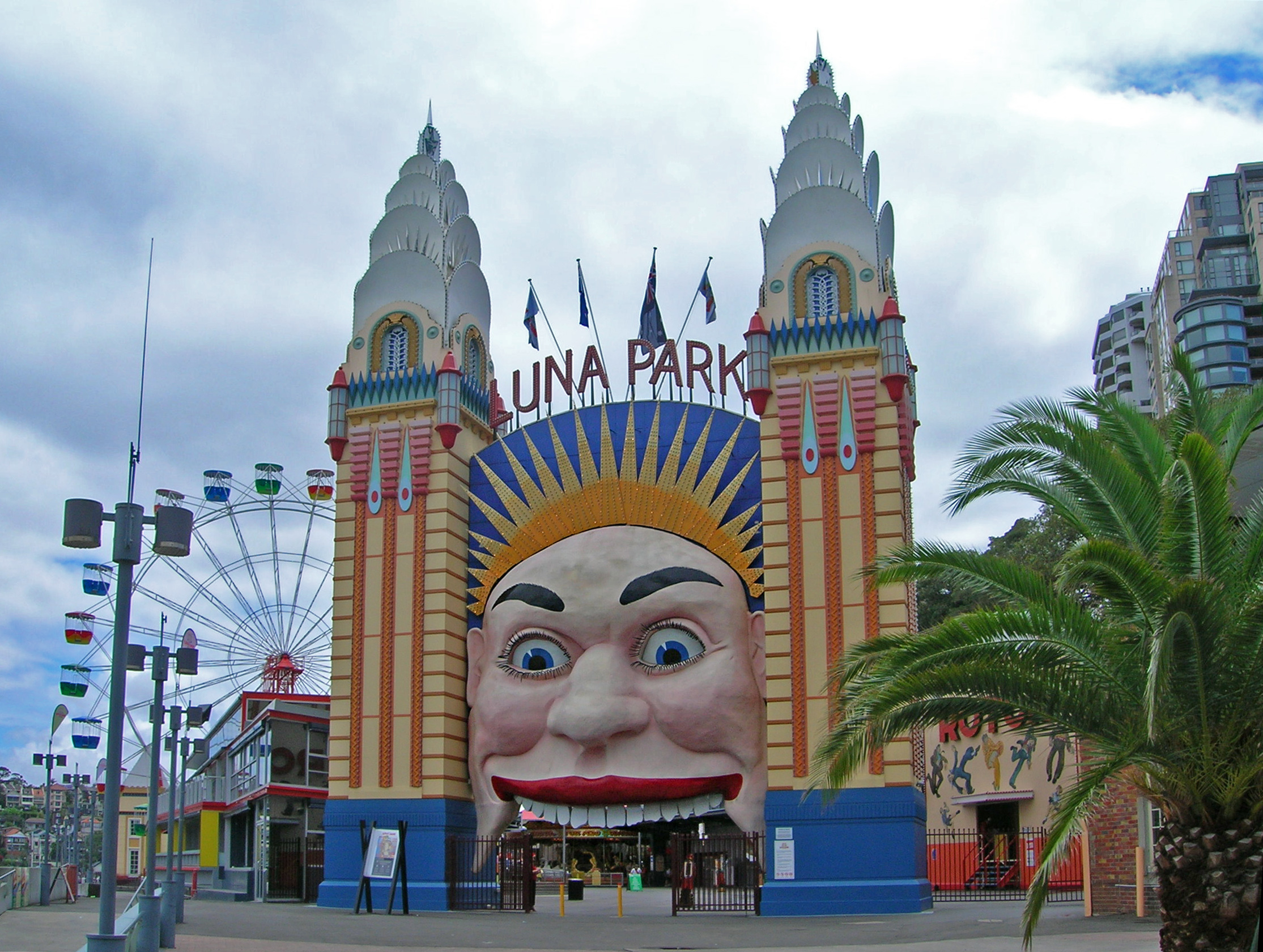
A entrada do parque temático australiano Luna Park, em Sydney.

## Brinquedos de Parques de Diversão
- Extreme
- Carrossel
- Space Loop
- Barco Viking
- Montanha-Russa
- Roda-gigante
- Kamikaze/ Ranger
- Evolution
- American Show
- Booster
- Loop Fighter
- Intoxx
- Surf
- Amor Express
- Music Express
- Mega Loop
- Auto Pista
- Double Shock
- Samba/ La Bamba/TagaDisco/Tagadá
- Crazy Dance
- Torre
- Swing Dance/Dancing Fly
- Ciclone/Tobogã
- Tele Combate
- Tapis Volant
- Trem Fantasma/Thriller
- Bailarina
- Move It
- Polvo
- Mixer
- Cataclisma
- Scrambler
- Orbiter
- Twister
- Safari
- Enterprise
- Rotor
- Disk'o/Gran Canion
- Trem Rio Grande
- Tiro ao alvo
- Boliche
- Cine 6D/5D/7D
- Espelhos Mágicos
- Saltamontes
- Flying Carousel (Chapéu Mexicano)
- Xícara Maluca
- Splash/Waimea
- Roda Estrela
- Rotor
- Planet Dance/Skiing Dance
- Over the Top
- King Loop
- Inversion 360º
- Terminator
- Elevador